# Grand Prix automobile du Brésil 1995
Vous lisez un « article de qualité » labellisé en 2011.
GP précédent GP suivant
Le Grand Prix automobile du Brésil 1995 (XXIV Grande Prêmio do Brasil), disputé sur l'Autodromo José Carlos Pace à São Paulo au Brésil le 26 mars 1995, est la vingt-troisième édition du Grand Prix, le 565e Grand Prix de Formule 1 couru depuis 1950 et la première manche du championnat 1995.
La course, disputée sur 71 tours, est remportée par le pilote Benetton Formula Michael Schumacher qui s'élance de la deuxième position. L'Écossais David Coulthard termine deuxième et l'Autrichien Gerhard Berger complète le podium.
Damon Hill, parti de la pole position, abandonne au trentième tour en raison d'un problème apparent de boîte de vitesses, qui se révèle en fait être un problème de suspension. Michael Schumacher remporte la course malgré des problèmes de direction de sa Benetton B195 survenus lors des essais libres du vendredi, cause de son violent accident. Pour le reste du week-end, l'écurie britannique change la direction de la monoplace du pilote allemand. Même si Schumacher parvient à gagner, Damon Hill est le plus rapide en course et semble s'assurer une victoire confortable avant son abandon.
Gerhard Berger termine troisième malgré un arrêt aux stands très long causé par un écrou de roue mal vissé. Mika Häkkinen termine quatrième alors que l'écurie McLaren Racing s'est avérée peu compétitive durant les essais hivernaux. Le pilote Tyrrell Racing, Mika Salo, réalise une bonne performance au sein de sa nouvelle équipe. Le Finlandais était à la troisième place à la mi-course mais, souffrant de crampes, finit septième. La cinquième place revient à Jean Alesi sur Ferrari et la sixième au second pilote McLaren Racing, Mark Blundell. L'Anglais remplace son compatriote Nigel Mansell qui ne peut pas entrer dans la McLaren MP4/10 : les ingénieurs doivent construire un cockpit moins étroit pour que le champion du monde puisse conduire normalement.
Plusieurs heures après la fin de la course, Michael Schumacher et David Coulthard sont déclassés à la suite de la découverte d'un carburant non conforme à la réglementation de la Formule 1, l'échantillon d'essence prélevé à l'issue de la course ne correspondant pas aux spécifications de l'échantillon témoin fourni à la FIA. Gerhard Berger est déclaré vainqueur sur tapis vert mais la décision des commissaires de course est renversée lors d'une audience en appel le 13 avril. Michael Schumacher et David Coulthard reprennent leurs première et deuxième place respectives mais leurs écuries ne se voient pas réattribuer leurs points. La Scuderia Ferrari se dit mécontente de cette décision, Gerhard Berger parlant d'une « blague ». La règle concernant la légalité des carburants a été modifiée pour la saison 1995, tout comme les équipements servant à effectuer les ravitaillements en course ainsi que le pesage des pilotes en fin de course et les conditions d'obtention de la Super Licence. Tous ces changements dans la réglementation ont produit une controverse qui a menacé d'éclipser la course en elle-même.
La course est le premier Grand Prix du Brésil disputé depuis la mort du triple champion du monde Ayrton Senna lors du Grand Prix de Saint-Marin; différents hommages lui sont rendus durant le week-end de course.

## Contexte avant le Grand Prix

### Organisation du Grand Prix
Le Grand Prix du Brésil 1995 est la manche inaugurale du Championnat du monde de Formule 1 1995 qui commence quatre mois après la dernière course de la saison 1994 en Australie.
La course marque le premier Grand Prix du Brésil depuis la mort du triple champion du monde Ayrton Senna, survenue lors d'un accident l'année précédente au Grand Prix de Saint-Marin. Pour marquer l'événement, divers hommages lui sont rendus tout au long du week-end, comme un tour de circuit avec tous les pilotes brandissant des drapeaux brésiliens sur un camion, l'armée de l'air brésilienne dessinant un grand S dans le ciel ainsi que le renommage d'une autoroute de l'État de São Paulo en l'honneur de Ayrton Senna. Les autorités de São Paulo avaient prévu de renommer le circuit au nom d'Ayrton Senna après le Grand Prix mais la famille de José Carlos Pace, pilote donnant son nom actuel au circuit, s'y oppose. Rubens Barrichello arbore un casque spécial en hommage à son compatriote. En conséquence de la mort d'Ayrton Senna, le nombre de spectateurs a diminué par rapport aux années précédentes : moins de personnes ont assisté aux séances d'essais libres et de qualifications mais la course a néanmoins été suivie par les spectateurs brésiliens venus en nombre.
Lors de l'intersaison, la piste de l'Autodromo José Carlos Pace a été refaite pour réduire son bosselage. Les pilotes sont néanmoins mécontents des travaux, la piste étant devenue encore plus cahoteuse qu'avant. Le pilote Williams F1 Team David Coulthard décrit la piste comme étant « bosselée comme l'enfer, tout à fait incroyable ». Le pilote local de l'écurie Jordan Grand Prix, Rubens Barrichello, est encore plus dur dans sa critique de l'état de la piste, déclarant que les organisateurs du circuit sont « une bande d'idiots. La piste est trois fois plus bosselée qu'avant. Ce n'est pas en appliquant des couches successives de bitume que ça va arranger les choses. » Heinz-Harald Frentzen affirme quant à lui que le bosselage de la piste est si important qu'il a failli s'évanouir, sa Sauber C14 ayant mal supporté la surface de la piste tout au long du week-end de course.

### Le problème de la Superlicence
Depuis plus de cinq mois couve un conflit entre la Fédération internationale de l'automobile et le Grand Prix Drivers'Association (GPDA), association des pilotes de Formule 1 avec à sa tête Gerhard Berger et Michael Schumacher,. La FIA souhaite en effet conditionner l'attribution de la Superlicence, sésame obligatoire pour pouvoir conduire une Formule 1 en championnat du monde, à un devoir de réserve des pilotes vis-à-vis du pouvoir sportif. De plus, la FIA veut contrôler le droit à l'image des pilotes et restreindre leur possibilité de recours à des dommages et intérêts en cas d'accident,.
Si la majorité des pilotes s'oppose aux volontés de la FIA, les responsables d'écurie, de peur de ne pouvoir faire tourner leurs monoplaces, ont convaincu leurs coureurs de signer les propositions du pouvoir sportif. À quelques heures du début de la saison, Damon Hill, Gerhard Berger, Jean Alesi, Michael Schumacher, Martin Brundle et Nigel Mansell campent sur leur décision de refus de signature. Devant cette menace d'un boycott de la course par plusieurs des favoris au titre de champion du monde, Max Mosley est contraint de revoir à la baisse ses exigences. Il écrit ainsi à Berger une lettre d'apaisement qui permet au pilote autrichien de convaincre ses pairs de participer à la course. Le mercredi 22 mars, dans la concession Ferrari Viareggio en plein cœur de Sao Paulo, Gerhard Berger annonce : « Notre bataille avec la FIA s'estompe. Max Mosley m'a écrit en me donnant certains apaisements sur les points litigieux d'attribution de la Superlicence. Nous devons nous voir pour en reparler dès ce soir. »
Le risque d'un boycott des pilotes est donc finalement désamorcé peu avant la course, assurant ainsi la participation de tous les pilotes au championnat,.

### Évolutions des monoplaces

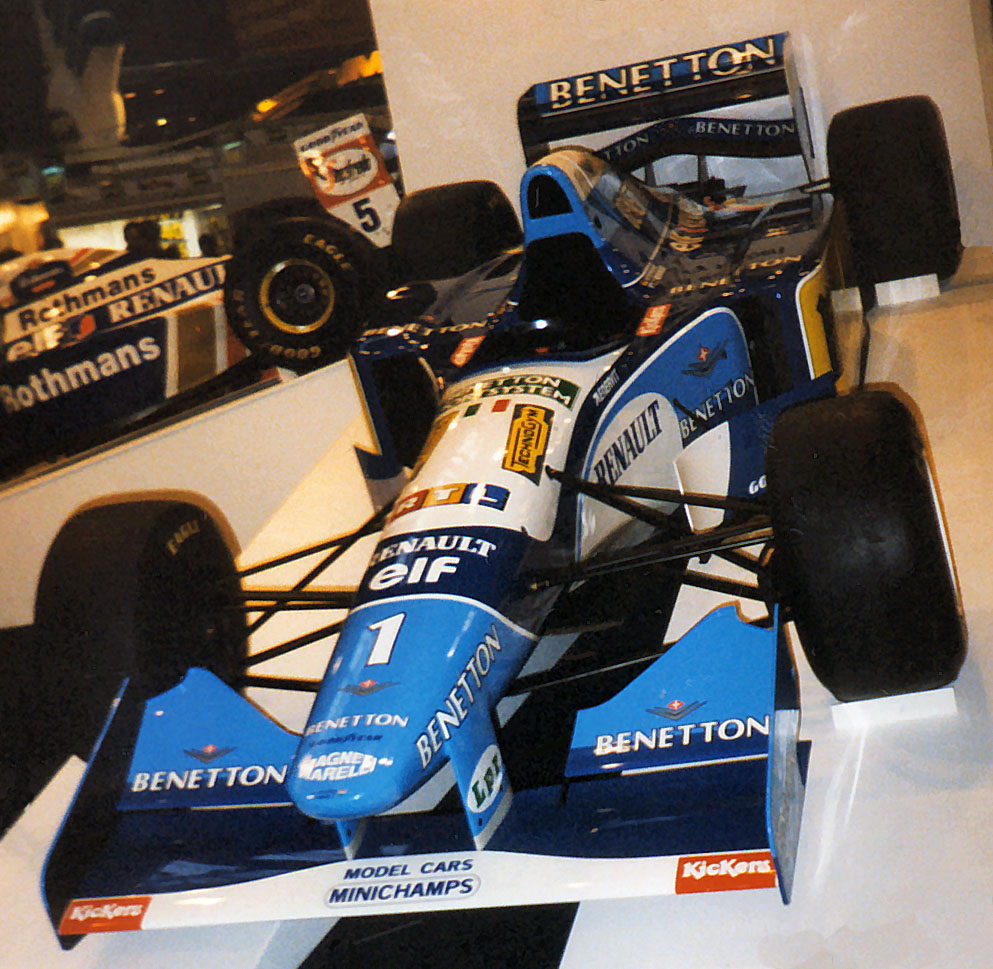
La Benetton B195 exposée au 1996 Autosport International Show.

Dès le début de la saison, Benetton dispose de cinq coques, le quatrième exemplaire, dévolu à Michael Schumacher, n'ayant encore jamais tourné. Les monoplaces sont désormais motorisées par le bloc Renault V10 RS7. Comme l'année précédente, Benetton a présenté sa voiture très tôt dans la saison et arrive au Brésil en ayant déjà accumulé les kilomètres d'essais privés. Par rapport aux Benetton B195 vues à l'intersaison, les monoplaces engagées au Brésil disposent de légères améliorations aérodynamiques, comme des déflecteurs sur la prise d'air. La Benetton utilise deux types d'ailerons avant dont un pourvu d'un flap à la largeur maximale autorisée, et deux déflecteurs derrière les roues avant. Ross Brawn indique que Rory Byrne a mis en chantier tellement de nouveautés qu'il est impossible de toutes les tester à l'occasion du Grand Prix inaugural. Comme les autres constructeurs, Benetton a demandé à la FIA le retour à une prise d'air dynamique. La FIA ayant accepté, le gain de puissance étant jugé négligeable tandis que le refroidissement du compartiment moteur est grandement amélioré, les B195 seront modifiées dès l'issue du Grand Prix. Flavio Briatore déclare : « Avec une équipe comme celle-ci, moteur Renault, châssis Benetton et Michael Schumacher, nous n'avons pas le droit de perdre. Finir second serait un échec. »
Ligier aligne sa nouvelle Ligier JS41 qui fait polémique depuis sa présentation : la monoplace ressemble de très près à une Benetton et, à première vue, ne s'en distingue que par le positionnement des attaches du moteur qui diffère entre le bloc Renault de la Benetton et le Mugen Motorsports qui remplace le Renault utilisé en 1994 pour la Ligier,,. Ce rapprochement des designs s'explique notamment par le fait que l'écurie française est désormais dirigée par Tom Walkinshaw, qui était le directeur technique de Benetton l'année précédente et propriété de Flavio Briatore, directeur de Benetton Formula. Commentant les similitudes de conception, Walkinshaw déclare : « Mécaniquement, la Ligier JS41 est totalement différente de la Benetton B195 et structurellement, elle est très différente aussi. Aérodynamiquement, c'est comme si on avait fait la même chose. Je ne sais pas comment vous pouvez vous retrouver avec autre chose si vous prenez un groupe d'ingénieurs qui ont travaillé sur la Benetton. Bien sûr, la chose a la même apparence mais si vous allez dans le détail de la voiture, il n'y a rien d'interchangeable. » La Ligier utilise désormais des suspensions arrière Dynamic qui remplacent les White power de la saison précédente.

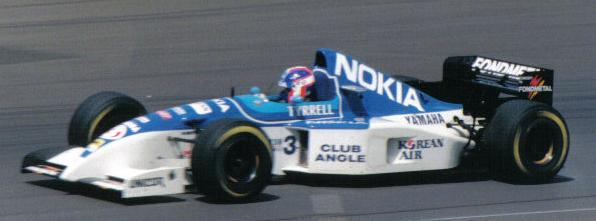
La nouvelle Tyrrell 023 de 1995, ici au GP de Grande-Bretagne.

Tyrrell Racing présente des monoplaces très différentes de celles de la saison 1994. La 023 est conçue par le bureau d'études Fondtech-Fondmetal, l'atelier de Gabriele Rumi dirigé par Jean-Claude Migeot et présente des pontons dont le bord de fuite est surbaissé et réduit dans la largeur. Des déflecteurs latéraux sont présents mais de plus petite taille que la concurrence. La monoplace, conçue autour du puissant bloc Yamaha OX10C qui ne pèse que 125 kg, dispose d'une suspension avant hydropneumatique Hydrolink,. La 023 est une des deux monoplaces du plateau avec l'Arrows à utiliser le procédé de soufflage aérodynamique qui consiste à utiliser les gaz issus des tubulures d'échappement pour créer un effet de sol sous le diffuseur en travaillant le dessin du soubassement de la monoplace.

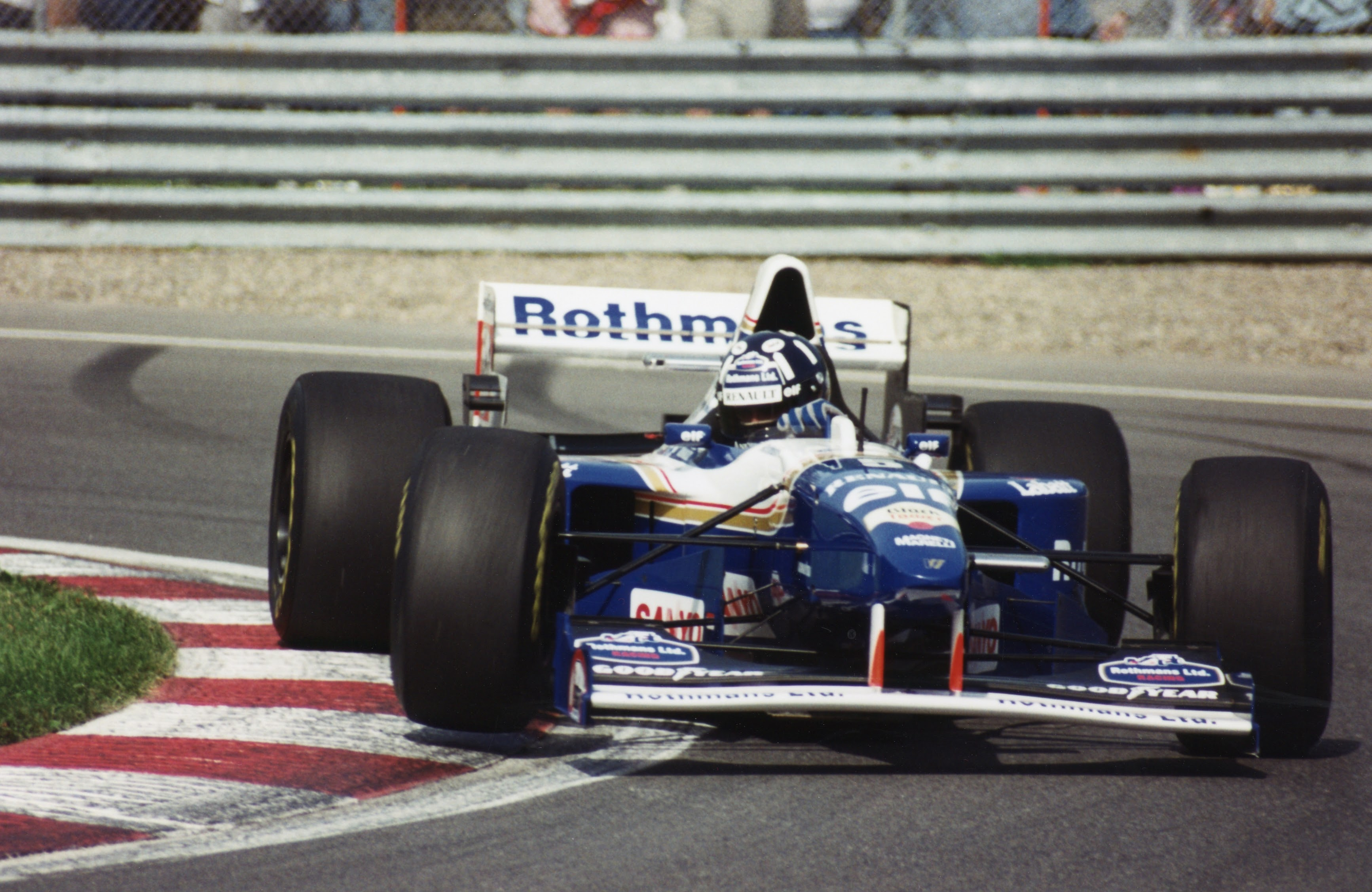
La nouvelle Williams FW17 de 1995, ici au GP du Canada.

Williams F1 Team aligne sa nouvelle Williams FW17 qui conserve le train arrière de la Williams FW16 mais possède un avant inspiré de la Benetton. L'écurie n'a effectué que quelques modifications sur la FW17 vue lors des essais privés, dont une nouvelle canalisation dans le ponton gauche permet désormais de refroidir la pompe du système hydraulique de la boîte de vitesses, ce qui n'empêchera pas l'abandon de Damon Hill. Le système de gestion du changement de vitesses semi-automatique a été réorganisé, le boitier électronique étant désormais installé au-dessus de la boîte, derrière la prise d'air. Les deux électrovalves sont maintenant regroupées et le réservoir hydraulique et les durites réduits au minimum. Enfin, le bouchon de la bâche à huile fait partie intégrante de la fonderie de la boîte de vitesses. De toutes les voitures de pointe, la FW17 est celle qui utilise le profil d'aile le plus élevé sur l'aileron arrière, à 3 ou 4 cm du haut des dérives. À l'issue de la course, Adrian Newey déclare devoir encore fiabiliser le système de refroidissement de la boîte de vitesses qui sera mis à rude épreuve sous le climat argentin.
La conception de certaines monoplaces ne s'est achevée que peu avant le début de la saison, ainsi la Simtek S951 arrive au Brésil sans avoir effectué le moindre test, les deux châssis disponibles étant assemblés à la hâte dans les stands d'Interlagos,,,. La Simtek qui se caractérisait par son museau court et une suspension avant aux triangles très rapprochés a totalement évolué pour une architecture plus classique. Elle dispose de structures déformables latérales intégrées dans la partie inférieure des pontons et coiffées de deux flap horizontaux.

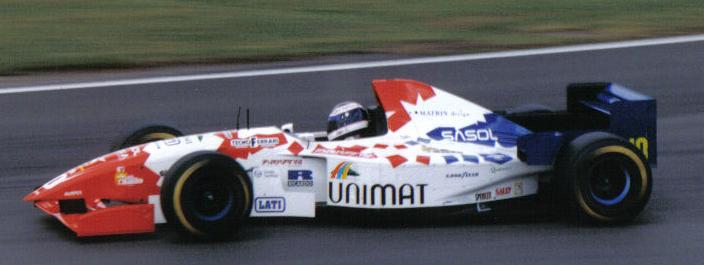
La nouvelle Footwork FA16 de 1995, ici au GP de Grande-Bretagne.

Tout comme la Simtek, la Footwork FA16 engagée par Arrows n'a pratiquement effectué aucun test avant son arrivée au Brésil,. Toutefois, la monoplace dessinée par Alan Jenkins, un élève de John Barnard, est celle qui présente le plus d'améliorations par rapport à sa devancière. Arrows a acheminé deux châssis dont la partie arrière est très fluide et réduite en raison du faible encombrement du moteur Hart, que Jackie Oliver espérait pouvoir rebadger Daewoo pour compléter son budget, et d'une boîte de vitesses retournée. Une nouvelle disposition des tubulures d'échappement permet un soufflage aérodynamique dans le diffuseur, comme chez Tyrrell. Jenkins poursuit dans l'emploi d'une suspension avant à trois éléments ressort/amortisseur mais utilise également cette configuration pour la suspension arrière.

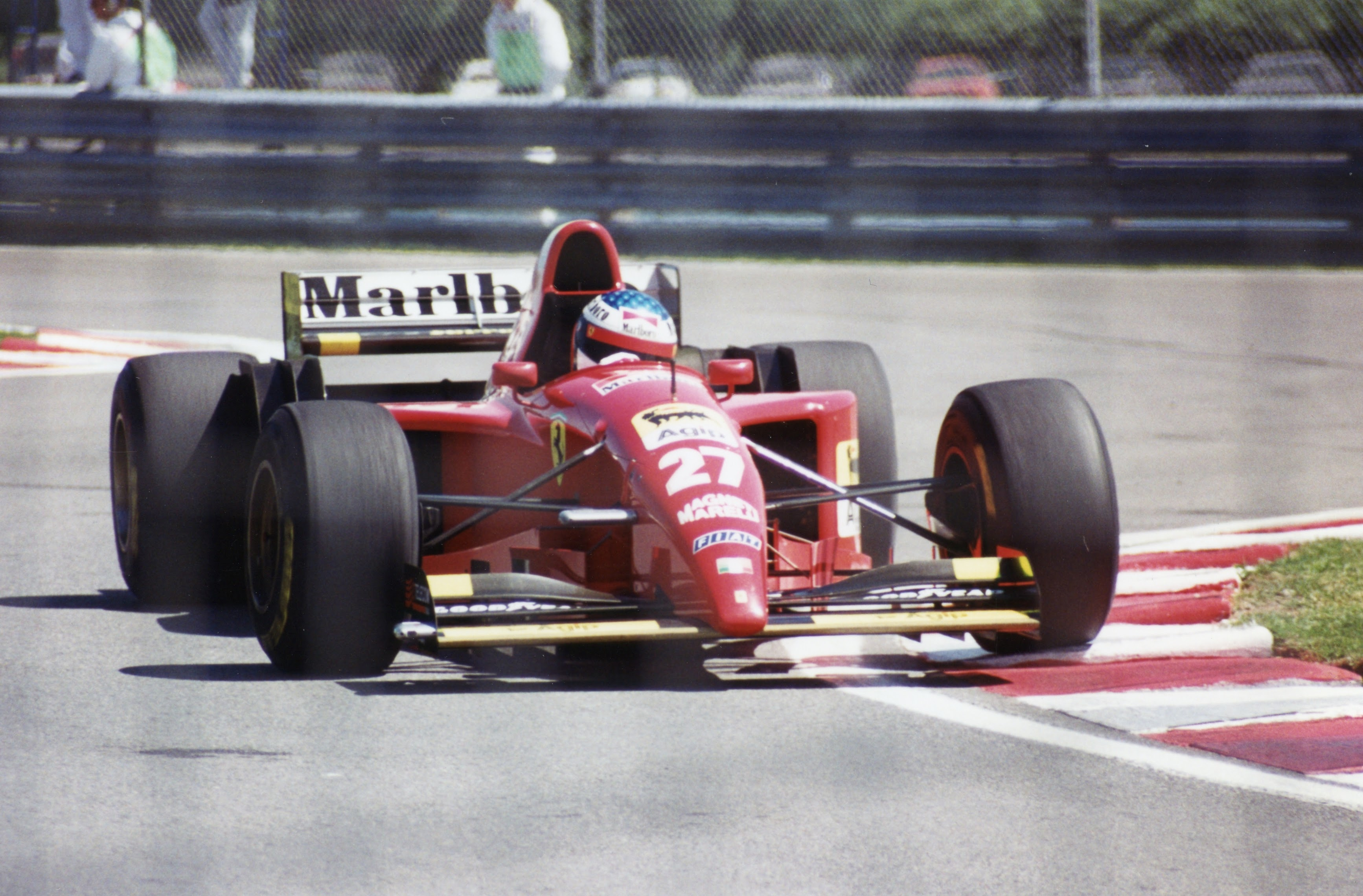
La Ferrari 412 T2 de 1995, ici au GP du Canada.

Ferrari arrive au Brésil avec quatre châssis dont un, le mulet de Gerhard Berger, n'a été testé que brièvement sur le circuit de Fiorano bien que la monoplace ait été dévoilée très tôt dans la saison. La seule nouveauté visible est le montage de deux déflecteurs à la hauteur du triangle de suspension avant. Sur la voiture de Berger, les cloisons latérales du cockpit ont été démontées pour lui permettre d'être mieux installé. Jean Alesi se plaint quant à lui du même problème et souhaite également une modification du cockpit, qui n'interviendra qu'après le Grand Prix. Les deux pilotes utilisent des pédaliers différents sur leur Ferrari 412 T2 : la monoplace de Berger est équipée de deux pédales (frein et accélérateur) et d'un embrayage à commande manuelle tandis que celle de Jean Alesi utilise un système traditionnel à trois pédales (embrayage, frein et accélérateur),.
L'écurie Forti Corse débute en Formule 1 cette saison avec la Forti FG01-95,. La FG01-95, dont Sergio Rinland est le principal concepteur aidé par Giorgio Stirano et Giacomo Caliri,, est inspirée d'anciennes monoplaces de Formule 1 (Rinland est le concepteur de la Brabham BT60Y de 1991 et de la Fondmetal GR02 de 1992). En fait, faute de moyens financiers, la Forti FG01-95 n'est qu'une évolution de la Fondmetal GR02. La FG01-95, dotée d'un museau volumineux, ne dispose pas de boîte à air, le moteur étant refroidi par des prises d'air latérales. Elle est lourde et peu puissante, mue par un moteur V8 Ford-Cosworth EDD client développant 90 chevaux de moins que le moteur V10 Renault des Benetton Formula et Williams F1 Team. C'est la seule voiture du plateau à encore disposer d'une boîte de vitesses manuelle. Si l'écurie prévoyait une profonde modification de sa monoplace pour le Grand Prix inaugural, toujours faute de moyens, cette évolution est repoussée au Grand Prix de Saint Marin.

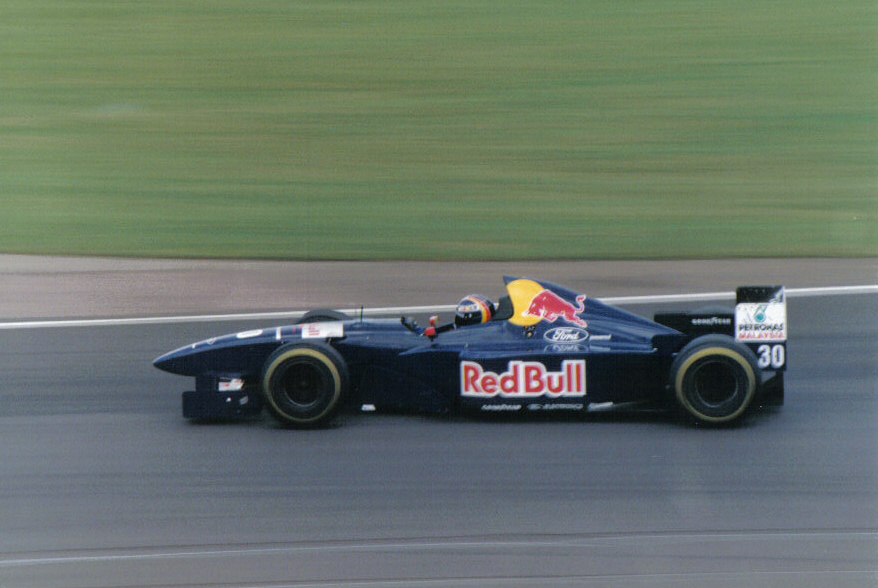
La nouvelle Sauber C14 de 1995, ici au GP de Grande-Bretagne.

Sauber a apporté des modifications aéroynamiques sur sa Sauber C14 de pré-saison : le carénage des roues arrière est moins accentué que par le passé et des déflecteurs ont été installés. À l'issue de la course, il est prévu d'installer un nouvel aileron avant, un nouveau carénage des roues arrière et deux nouveaux mini-ailerons. Si l'équipe suisse a perdu le soutien de Mercedes-Benz qui fournit désormais son V10 à McLaren, elle dispose maintenant du moteur Ford Zetec-R qui a permis à Michael Schumacher de remporter le titre mondial l'année précédente,. La C14 est la première monoplace entièrement fabriquée par Sauber dans son usine d'Hinwill qui dispose désormais de son propre four autoclave comme le confirme André de Cortanze : « Cette voiture est le premier véritable châssis Sauber. Les modèles précédents n'étaient qu'une extrapolation du projet initial conçu par Harvey Postlewaithe qui a démissionné avant même le premier Grand Prix de Sauber en 1993. »
Pacific Racing, qui s'est séparé de Reynard Motorsport qui construisait ses châssis la saison précédente, ne dispose que de deux châssis opérationnels pour la course brésilienne, celui destiné à Andrea Montermini étant assemblé directement dans les stands du circuit d'Interlagos. Par rapport à la monoplace dévoilée avant le début de saison, la PR-02 conçue par Franck Coppuck et motorisée par un V8 Ford Cosworth ED « client » plus fiable que le fragile Ilmor de la saison précédente arbore deux déflecteurs très longs derrière les roues avant et, à l'arrière, des mini-ailerons à l'intérieur du passage de roue.

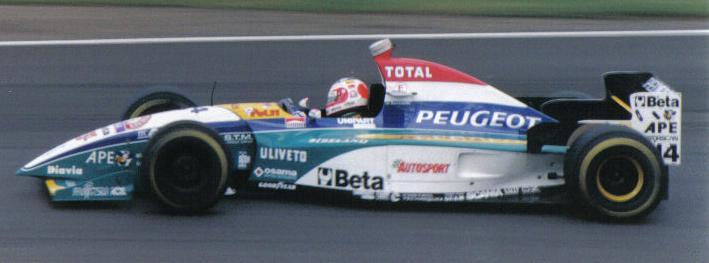
La nouvelle Jordan 195 de 1995, ici au GP de Grande-Bretagne.

Comme Benetton, Jordan Grand Prix a présenté sa voiture très tôt dans la saison et arrive au Brésil en ayant accumulé les kilomètres d'essais privés pour tester le nouveau moteur V10 Peugeot AE10E qui remplace le bloc Hart de la saison 1994. Si la 195 dévoilée officiellement présentait de nombreuses innovations par rapport à sa devancière comme un embrayage électronique au volant, une boîte de vitesses à sept rapports et un accélérateur fly-by-wire, seules quelques modifications de détails apparaissent sur le modèle destiné à la course, au niveau de la prise d'air et des barres anti-roulis dont le contrôle n'est plus utilisé à l'arrière. Les Jordan 195 ont un nouvel aileron qui se rapproche de celui utilisé lors du Grand Prix de Hongrie 1994. Gary Anderson envisage de modifier l'aileron arrière et la gestion électronique de la boîte de vitesses avant le prochain Grand Prix tandis que Peugeot doit modifier des raccords du circuit d'huile du moteur.

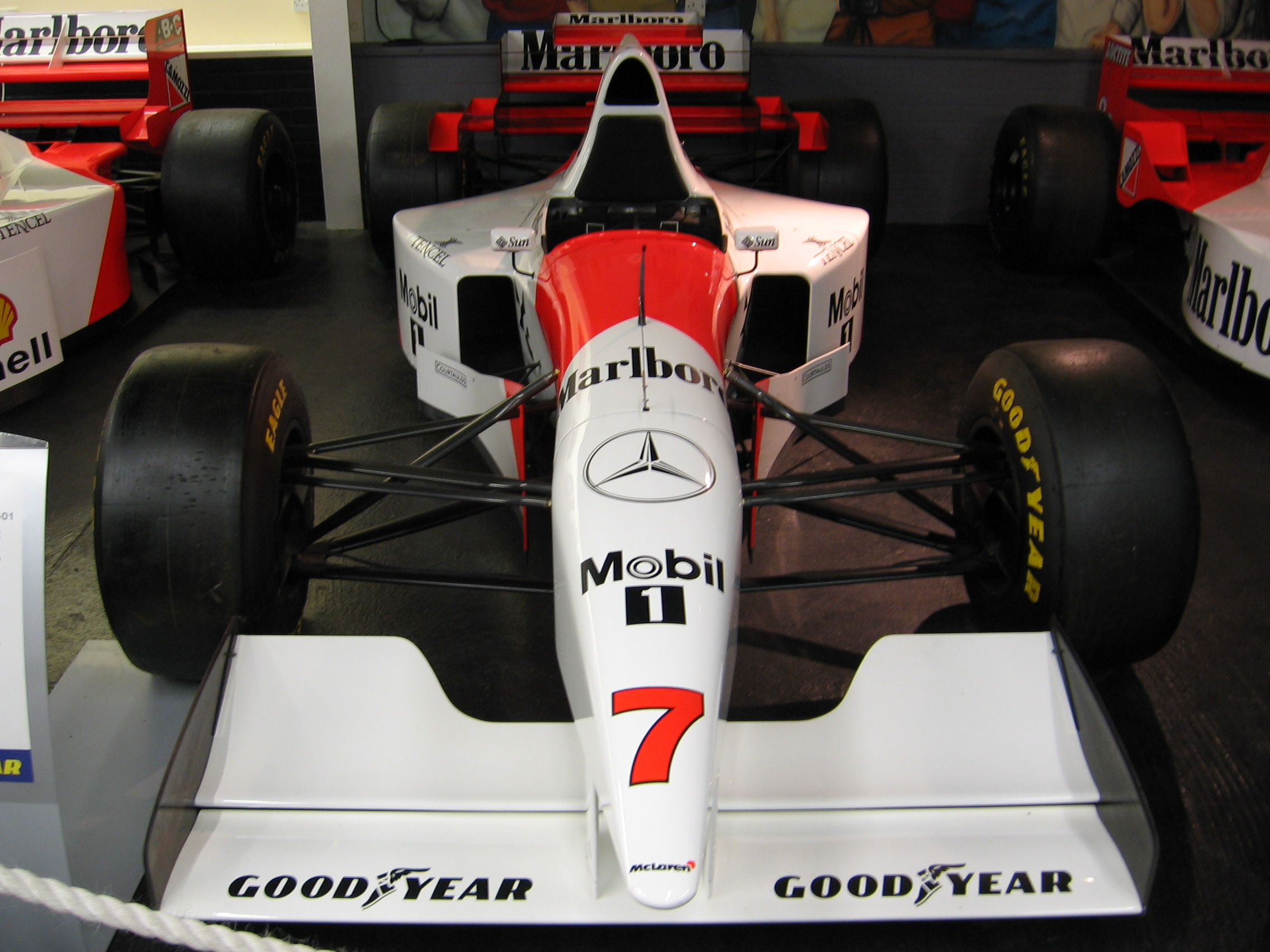
La nouvelle Mclaren MP4/10 de 1995 au musée de Donington.

McLaren Racing est l'écurie qui a fourni le plus grand effort technique depuis la présentation de sa monoplace. L'équipe a notamment entièrement modifié la suspension arrière afin de donner à la MP4/10 une meilleure compétitivité. À l'origine, les triangles supérieurs et inférieurs étaient très rapprochés de manière que le triangle inférieur ne perturbe pas l'extraction de l'air à la sortie du diffuseur. Le montage s'avérant insuffisamment rigide, McLaren a abandonné cette architecture pour un porte-moyeu agrandi et un triangle dans le flux de l'extracteur d'air. Un nouveau déflecteur d'air à l'entrée des pontons a été installé et le train avant a été remanié en profondeur en termes d'amortissement tandis qu'une nouvelle prise d'air Naca a été installée pour un meilleur refroidissement des freins. Enfin, un nouveau châssis, dont le cockpit est élargi de trois centimètres, est en cours de réalisation afin de permettre à Nigel Mansell d'y pénétrer. Henri Durand et Neil Oatley ont installé un mini-aileron de 50 cm à l'arrière du capot moteur, à la sortie de la prise d'air à moins de 90 cm du fond plat, conformément à la nouvelle législation. D'autre part, le fond plat est équipé de cloisons pour améliorer l'effet de sol.
À Interlagos, Minardi dispose de trois châssis, dont un mulet, de la nouvelle Minardi M195. La monoplace est très travaillée aérodynamiquement avec deux déflecteurs horizontaux autour du train avant. Aldo Costa a développé des triangles supérieurs avant renforcés par une pièce en carbone plein à travers laquelle passe le poussoir, l'ensemble étant maintenu par deux inserts très résistants de chaque côté de la coque. L'aileron avant est pourvu d'un mini-flap en V renversé destiné à accroître l'appui, tout comme deux « moustaches » de chaque côté du museau. Toutefois, ces modifications ne seront alignées en course que lors du Grand Prix suivant. À la demande des pilotes, une mini pédale d'embrayage est installée dans la monoplace pour éventuellement pallier un problème de l'embrayage électronique. La monoplace est motorisée par un bloc Ford V8 ED « client » car malgré de longues négociations avec Mugen Motorsports, le motoriste japonais a préféré fournir Ligier que Minardi. Giancarlo Minardi avoue que le changement inopiné de motoriste a perturbé la conception de la monoplace : « Nous sommes parmi les derniers à présenter notre monoplace mais nous avons dû en dessiner deux au lieu d'une, la première pour accueillir un moteur V10 Mugen, la seconde pour un V8 Ford. La M195 a donc été réalisée en seulement trois mois. »

### Situation des pilotes

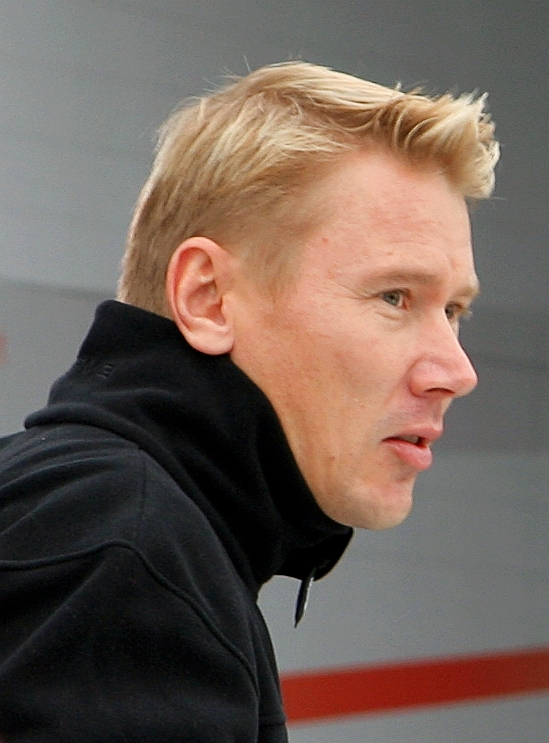
Mika Häkkinen (ici en 2006) est le partenaire de Nigel Mansell cette saison.

À l'approche du début de saison, l'attention se porte sur l'écurie McLaren Racing et son nouveau pilote ancien champion du monde Nigel Mansell. L'arrivée de Mansell chez McLaren est notamment due à une demande du groupe américain Philip Morris International, un des commanditaires de l'écurie dont la marque Marlboro figure sur la monoplace depuis plus de vingt ans, qui veut profiter de la publicité associée au retour à la compétition du champion du monde 1992. Si certains jugent Mansell moins affuté que son partenaire Mika Häkkinen, le Britannique reste sur une pole position et une victoire à l'occasion d'une des quatre piges effectuées chez Williams F1 Team en 1994,. Néanmoins, l'écurie britannique annonce une semaine avant la course que Mansell ne disputera pas les premières manches du championnat car il n'entre pas dans le cockpit de la McLaren MP4/10. Il est remplacé pour les deux premières courses par le pilote-essayeur Mark Blundell, tandis que l'écurie fabrique une monocoque plus large pour l'accueillir,.
Michael Schumacher et Damon Hill sont les favoris du championnat du monde des pilotes, Schumacher anticipant même une lutte entre lui et Hill pour le titre mondial. Bernard Dudot, l'ingénieur en chef de Renault Sport, estime que Benetton, qui a troqué son moteur Ford-Cosworth de l'année précédente pour un moteur Renault, est moins bien préparée que Williams qui est liée avec le motoriste français depuis 1989. Il déclare ainsi : « En ce qui concerne nos deux équipes, l'intersaison confirme ce que j'ai toujours dit : la culture d'une équipe est quelque chose de très important. Williams et Renault Sport ont une culture commune. La FW17 a fait une apparition tardive et pourtant tout a fonctionné du premier coup. Chez Benetton, et malgré une sortie très précoce de la B195, on a eu beaucoup plus de mal. Il faut s'habituer à parler le même langage et cela prend du temps. » Damon Hill est arrivé au Brésil avec l'avantage psychologique d'avoir réalisé le meilleur temps lors de la dernière séance d'essais de pré-saison au circuit d'Estoril au Portugal, avec 35 centièmes de secondes d'avance sur Michael Schumacher. L'écurie britannique a également réalisé plus de 4 000 kilomètres de tests avec la Williams FW17, alors que Benetton Formula a rencontré des problèmes de fiabilité avec sa Benetton B195.
David Coulthard est préoccupé au sujet de son endurance pour la course de soixante et onze tours puisqu'il avait souffert d'une amygdalite dans la période précédant le Grand Prix, qui a perturbé sa préparation physique.
Jean Alesi profite du début de saison pour officialiser sa liaison avec l'actrice japonaise Kumiko Gotō. Le jeune couple est arrivé à Sao Paulo en provenance de San Francisco où ils ont fait une séance de photographies pour le magazine Paris Match. Lors de l'inauguration de la Fondation Senna, l'apparition du couple crée une énorme bousculade parmi les rangs des photographes dont plus d'une vingtaine sont en provenance du Japon.
Parmi les nouveaux titulaires de la saison 1995, le Brésilien Pedro Diniz est le seul véritable débutant puisqu'il n'a encore participé à aucune course de Formule 1,,. L'Italien Andrea Montermini n'a toutefois participé qu'à une seule course de Formule 1, le Grand Prix d'Espagne 1994 où il a échoué à se qualifier à cause d'un violent accident pendant les qualifications du samedi. Initialement prévu chez Forti pour épauler Pedro Diniz,, il est remplacé par l'expérimenté Roberto Moreno et trouve refuge chez Pacific Racing où il est le coéquipier de Bertrand Gachot.
Le Finlandais Mika Salo est également novice en Formule 1 puisqu'il n'a pris le départ que de deux Grands Prix en 1994 pour le compte de Lotus,. L'intersaison a été très animée pour le pilote finlandais : initialement prévu chez Tyrrell à la suite de ses bonnes prestations chez Lotus en 1994, il est éconduit par Ken Tyrrell car il n'apporte pas de supplément budgétaire pour la saison. Salo négocie alors avec Pacific Racing pour devenir le coéquipier de Bertrand Gachot mais est coiffé au poteau par Emmanuel Collard (qui sera finalement écarté au profit d'Andrea Montermini). Finalement, alors qu'il se retrouve sans volant, il finalise un contrat de six millions de dollars avec la société finlandaise Nokia et Tyrrell lui confie le volant de la 023.
L'Italien Domenico Schiattarella n'a pris le départ que de deux Grands Prix de Formule 1 en 1994 pour le compte de Simtek. Simtek décide de poursuivre avec lui en 1995 mais en lui confiant le poste de pilote-essayeur, Hideki Noda devenant le coéquipier de Jos Verstappen. Toutefois, à la suite du séisme de Kōbe survenu le 17 janvier 1995, Tenoras, le commanditaire personnel de Noda, doit revoir à la baisse son soutien financier. Ainsi, Schiattarella est titularisé et doit céder son baquet à Noda à partir de la deuxième moitié du championnat, à condition d'apporter dès le début de saison l'ensemble de ses liquidités disponibles.
Taki Inoue a disputé la première course de sa carrière la saison précédente à l'occasion du Grand Prix du Japon pour le compte de Simtek. Grâce à un budget de 7 millions de dollars, il décroche un baquet de titulaire chez Arrows,.

### Situation des écuries
L'écurie française Larrousse, composée des pilotes français Éric Bernard et Christophe Bouchut, ne se rend pas au Grand Prix du Brésil. Cette non-participation est due à des problèmes financiers, la société affiche un déficit d'exploitation non comblé de 32 millions de francs à l'issue de la saison 1993. Patrick Tambay, à qui Gérard Larrousse a vendu 26 % de sa société, se retourne contre son associé qu'il accuse de lui avoir présenté un bilan financier falsifié n'affichant que 11 millions de francs de pertes. Alors que le personnel de l'écurie n'a pas été payé depuis plusieurs mois, la Société Batimat, un des créanciers, demande l'expulsion de Larrousse des locaux qu'elle occupe dans la zone d'entreprises de Signes. Gérard Larrousse propose à Laurent Barlesi d'entrer dans le capital à hauteur de 15 millions de francs et de créer une nouvelle structure appelée Junior Team F1, sans succès. Larrousse noue des contacts avec Jacques Calvet qui dirige le groupe PSA Peugeot Citroën par l'intermédiaire de Jacques Chirac mais n'obtient pas le soutien du constructeur automobile. Gérard Larrousse pense un temps pouvoir renflouer son équipe en s'associant avec Jean-Paul Driot, le propriétaire de l'écurie de Formule 3000 DAMS, mais celui-ci déclare finalement : « Je ne veux pas entrer en Formule 1 à n'importe quel prix... » Larrousse essuie de nouveaux revers après avoir successivement démarché la Seita, Total et la FFSA. Le gouvernement français, par l'intermédiaire du Premier ministre Édouard Balladur, annonce que l'écurie n'obtiendra pas plus de 6 millions de francs de subvention de la part de l'État au lieu des 15 millions reçus l'année précédente au titre du fond tabac lié à la Loi Évin. Laurent Barlesi accepte alors de verser 450 000 francs à Larrousse pour payer le salaire du personnel et accorder un peu de sursis à l'équipe moribonde. Le 21 février, Laurent Barlesi et Jean Messaoudi sont autorisés par le tribunal de commerce de Toulon à reprendre l'entreprise en location-gérance. Les repreneurs annoncent disposer de 30 millions de francs émanant de sponsors asiatiques pour remettre l'écurie à flot. Le protocole d'accord avec le tribunal stipule qu'ils ont jusqu'au 16 mars pour apporter les fonds. Comme le nouveau châssis de l'écurie n'est toujours pas prêt, les patrons de l'écurie demandent à la FIA l'autorisation de ne pas participer aux deux premiers Grands Prix de la saison dans l'espoir de commencer le championnat à partir du Grand Prix de Saint-Marin,. L'ingénieur Tim Holloway quitte alors l'équipe française pour rejoindre les rangs de Jordan Grand Prix en qualité d'ingénieur d'exploitation.

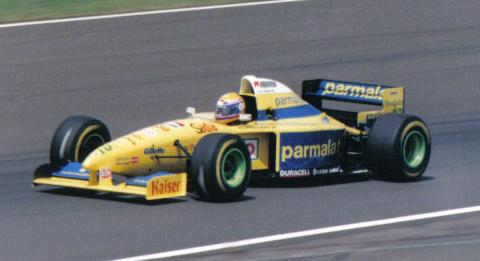
La nouvelle Forti FG01-95 de 1995, ici au GP de Grande-Bretagne.

L'écurie italienne Forti Corse, dirigée par Guido Forti, s'engage en Formule 1 à partir de cette saison. L'équipe italienne, qui a connu le succès en Formule 3 où elle a remporté quatre titres de champion d'Italie entre 1985 et 1989 ainsi que le Grand Prix de Macao 1989, et en Formule 3000, où elle a remporté neuf victoires en course, engage les pilotes-payants Pedro Diniz, nouveau dans la discipline, et Roberto Moreno, absent des grilles de départ depuis 1992 lorsqu'il s'est engagé avec l'écurie Andrea Moda Formula.
Pierre Baleydier, ancien kinésithérapeute d'Alain Prost fait son retour en Formule 1. Après la retraite de Prost, sur une initiative de René Arnoux, Baleydier s'est occupé de Pedro Diniz, en Formule 3000, qui lui a promis de poursuivre avec lui en Formule 1. Toutefois il est congédié par l'écurie Forti Corse avant même les premiers essais du Brésil. Frank Williams a saisi l'opportunité pour l'engager comme préparateur physique de Damon Hill : « Pierre nous a quitté en même temps qu'Alain, champion du monde. J'espère qu'il saura préparer physiquement un autre champion du monde... »

### Un nouveau règlement technique

#### Ravitaillement
À partir de la saison 1995, les stands se dotent d'un nouvel équipement de ravitaillement, fourni par la société française Intertechnique.
La société a dû revoir l'équipement de ravitaillement utilisé par toutes les écuries pour renforcer la sécurité dans les stands où un incendie a détruit la Benetton B194 de Jos Verstappen l'année précédente au Grand Prix d'Allemagne. Paul Seaby, le mécanicien de l'écurie Benetton qui a été transformé en « torche humaine » lors de l'incident, indique que le système de ravitaillement était correctement entretenu : « J'étais persuadé que notre pompe à essence était la plus sûre de toutes. Si ce genre de pépin arrive chez Benetton, il peut se reproduire dans n'importe quelle autre équipe. » Un doute demeure néanmoins sur la légalité du système de ravitaillement utilisé à cette occasion par Benetton qui aurait supprimé un filtre assurant l'étanchéité de la valve de remplissage pour augmenter le débit de carburant et réduire le temps du ravitaillement en course de 12,5 %,,. Flavio Briatore invoque pour sa défense un défaut de fabrication de la valve.
Les nouvelles plates-formes de carburant, deux fois moins volumineuses qu'en 1994, ont de plus longues buses et sont conçues pour se verrouiller sur la voiture avant que le carburant commence à couler. Malgré les modifications, McLaren Racing est victime d'une importante fuite de carburant lors d'un test de la nouvelle plate-forme à l'extérieur de son usine. Intertechnique impute le problème à une valve défectueuse dans l'équipement de ravitaillement qui a causé une fuite de 10 kilogrammes de carburant. La société a donc dû modifier une nouvelle fois les parties incriminées.
Intertechnique et la Fédération internationale de l'automobile recommandent aux équipes de ravitailler les voitures lentement et avec précaution lors des arrêts aux stands pour éviter toute nouvelle fuite, une situation considérée comme insatisfaisante pour les directeurs techniques et les mécaniciens.

#### Carburant
Le nouveau règlement de la saison 1995 concerne également les fournisseurs de carburants des écuries qui doivent envoyer un échantillon de carburant à la FIA avant chaque Grand Prix. Ainsi, seuls les combustibles approuvés à l'avance par la FIA sont autorisés, toute modification par rapport à l'échantillon autorisé étant interdite. Comme les années précédentes, toutes les monoplaces sont soumises à des tests de carburants de routine tout au long du week-end dans le cadre du processus de vérification pour s'assurer de la conformité des écuries par rapport au règlement technique. Ce changement de réglementation a été proposé par la compagnie pétrolière Elf Aquitaine en 1993 et a été soutenu par les autres fournisseurs de carburants de Formule 1 dans le but d'accélérer le processus de tests de carburants.

#### Pesée
Pour accélérer le travail des commissaires techniques de la FIA pendant les qualifications, il est désormais décidé de peser les voitures avec le pilote à bord, la limite de poids minimum étant de 595 kilogrammes. Lorsqu'une voiture sera pesée à vide sans le pilote à l'issue de la course, on ajoutera le poids de ce dernier avec une mesure effectuée lors du Grand Prix du Brésil.
Avant la première session d'essais de la saison, tous les pilotes sont ainsi pesés pour établir un poids de référence au cas où la voiture et le pilote sont pesés séparément ou si le pilote n'est pas disponible pour la pesée. Comme un avantage peut être obtenu si le pilote enregistre un poids aussi lourd que possible (de sorte que les voitures soient les plus légères), la plupart des pilotes ont fait le maximum d'efforts pour accuser le poids le plus lourd sur la balance officielle : à l'inverse des années précédentes où ils apparaissaient en combinaison et casque ultra-légers, ils optent tous pour un modèle de casque plus lourd, une combinaison très épaisse, plusieurs sous-vêtements ignifugés et le ventre plein.
Le pilote Sauber Karl Wendlinger est celui qui a gagné le plus de poids depuis le début de la saison 1994, l'Autrichien gagnant dix kilos et passant désormais à 74 kg. Michael Schumacher enregistre un poids de 77 kilogrammes contre 68 lors du début de la saison 1994 (+ 9 kg, comme Mika Häkkinen),. S'il explique que sa prise de poids est la conséquence d'un régime de remise en forme pendant l'hiver qui a transformé l'excès de graisse en muscles, il admet néanmoins avoir beaucoup mangé et bu avant la pesée, et n'être pas encore allé aux toilettes,. Heinz-Harald Frentzen avec une prise de poids de 1,5 kg, Jos Verstappen (+ 2 kg), David Coulthard (+ 2,5 kg), Taki Inoue (+ 2,5 kg), Roberto Moreno (+ 3 kg) et Ukyo Katayama (+ 3,5 kg) sont les pilotes qui ont pris le moins de poids,.
Patrick Head, le directeur technique de Williams F1 Team, estime qu'une augmentation de poids « virtuelle » de sept kilogrammes peut permettre de gagner quatorze secondes sur les soixante et onze tours de la course. Après la course du dimanche, Michael Schumacher, dont le « poids officiel » est de 77 kg, est pesé à 71,5 kilogrammes, soit un gain possible de 5,5 kg sur la monoplace, dont le poids combiné à celui de son pilote reste légèrement supérieur à la limite minimum de 595 kilogrammes. Max Mosley, président de la FIA, semble agacé par les polémiques concernant la prise de poids virtuelle des pilotes. Ainsi, à propos de Michael Schumacher, il déclare : « Il est dommage que cela soit devenu un sujet de débat public qu'il ait bu beaucoup d'eau, ne soit pas allé aux toilettes ou qu'il avait un casque lourd. »

## Journée du vendredi

### Séance d'essais libres
| Pos. | Pilote             | Voiture          | Chrono         | Écart     |
| ---- | ------------------ | ---------------- | -------------- | --------- |
| 1    | Damon Hill         | Williams-Renault | 1 min 21 s 664 |           |
| 2    | David Coulthard    | Williams-Renault | 1 min 21 s 666 | + 0 s 002 |
| 3    | Michael Schumacher | Benetton-Renault | 1 min 22 s 468 | + 0 s 804 |
| 4    | Jean Alesi         | Ferrari          | 1 min 22 s 568 | + 0 s 904 |
| 5    | Gerhard Berger     | Ferrari          | 1 min 22 s 953 | + 1 s 289 |
| 6    | Mark Blundell      | McLaren-Mercedes | 1 min 23 s 053 | + 1 s 389 |

La première séance d'essais libres du week-end de Grand Prix, d'une durée de 1 h 45 min, se déroule le vendredi 24 mars de 9 h 30 à 11 h 15. La séance se passe dans des conditions humides en raison de la pluie tombée pendant la nuit, la piste séchant néanmoins vers la fin de la séance,.
Mika Salo est le premier pilote à s'élancer pour un tour d'installation, dès le drapeau vert, suivi par Jean Alesi. Olivier Panis est le premier à signer un tour chronométré après trois minutes. Il est particulièrement gêné par le nouveau revêtement de la piste qui amplifie les bosses déjà présentes sur le circuit.
Lors de la première partie de la session, les coulées de pluie sur la piste rendent le pilotage extrêmement difficile et il faut attendre la deuxième moitié de la séance pour que les pilotes établissent des temps probants. Damon Hill réalise le meilleur temps de la session en 1 min 21 s 664, avec deux millièmes de seconde d'avance sur son coéquipier, David Coulthard. Michael Schumacher est troisième et les pilotes Ferrari, Jean Alesi et Gerhard Berger, qui ont dominé la majeure partie de la séance d'essais, juste derrière,. Mark Blundell, pilote McLaren Racing, termine sixième tandis que son coéquipier Mika Häkkinen se classe quatorzième, le pilote finlandais se plaignant de problèmes de direction sur sa monoplace,.
L'écurie Simtek a fait peu d'essais le vendredi en raison de la livraison tardive des extincteurs obligatoires pour les monoplaces, un problème similaire est arrivé au pilote Minardi Pierluigi Martini,.

### Séance de qualifications
| Pos. | Pilote             | Voiture          | Chrono         | Écart     |
| ---- | ------------------ | ---------------- | -------------- | --------- |
| 1    | Damon Hill         | Williams-Renault | 1 min 20 s 081 |           |
| 2    | Gerhard Berger     | Ferrari          | 1 min 21 s 015 | + 0 s 934 |
| 3    | David Coulthard    | Williams-Renault | 1 min 21 s 343 | + 1 s 262 |
| 4    | Jean Alesi         | Ferrari          | 1 min 21 s 655 | + 1 s 574 |
| 5    | Mika Häkkinen      | McLaren-Mercedes | 1 min 22 s 017 | + 1 s 936 |
| 6    | Michael Schumacher | Benetton-Renault | 1 min 22 s 131 | + 2 s 050 |

La première séance de qualification du week-end de Grand Prix, d'une durée d'une heure, se déroule le vendredi 24 mars de 13 h à 14 h 18. Les spectateurs ayant été autorisés à pénétrer dans la ligne des stands peu avant le début des qualifications font un triomphe au pilote local Rubens Barrichello.
Ukyo Katayama signe le premier temps de référence mais est successivement battu par Olivier Panis, Mika Häkkinen et Gerhard Berger,. Finalement Damon Hill décroche la pole position provisoire en 1 min 20 s 081, devançant Berger, David Coulthard, Jean Alesi, Mika Häkkinen et Michael Schumacher,. Rubens Barrichello, en panne, se qualifie avec la monoplace de son coéquipier Eddie Irvine.
La séance est interrompue à 13 h 37 par une sortie de piste de Schumacher qui s'écrase violemment dans la barrière du pneus du virage huit, dans une portion du circuit abordée à 230 km/h,,. Par précaution, l'écurie Benetton Formula décide de ne pas envoyer son coéquipier Johnny Herbert en piste tant que les mécaniciens cherchent ce qui a provoqué l'accident. Herbert ne réalise donc aucun tour chronométré tandis que Schumacher ne boucle que deux des douze tours prévus lors de cette séance.
Concernant son accident, le pilote allemand déclare : « Il y avait un peu de mouvement dans le volant au virage précédent et au suivant il a tourné entièrement. J'ai tourné la voiture afin que l'arrière de la voiture entre dans la barrière de pneus en premier et la structure de sécurité derrière ma tête m'a bien protégé. Bien sûr, je ne suis pas très heureux de cela mais je crois que l'équipe va passer beaucoup de temps à étudier le problème pour demain et qu'ils vont trouver son origine. » Un problème lié à un joint de cardan dans la colonne de direction est finalement repéré comme à l'origine de la sortie de piste de Schumacher,,. Les composants de direction de remplacement demandés par Tim Wright, un des ingénieurs de Benetton, proviennent de São Paulo et ne poseront plus aucun souci pendant le reste du week-end.
Le lendemain, après la seconde séance de qualifications, Damon Hill s'exprime lui aussi au sujet de l'accident de Michael Schumacher : « Michael a fait un bon travail pour montrer qu'il peut prendre plus de recul sur cela et j'ai appris depuis l'an dernier qu'il ne faut jamais sous-estimer ce gars, la seule chose que je peux dire, c'est que sur la grille, nous l'encerclons aussi bien que possible avec les Britanniques, nous sommes deux derrière lui, un à côté et devant. »

## Journée du samedi

### Séance d'essais libres
| Pos. | Pilote             | Voiture            | Chrono         | Écart     |
| ---- | ------------------ | ------------------ | -------------- | --------- |
| 1    | Michael Schumacher | Benetton-Renault   | 1 min 23 s 607 |           |
| 2    | Gerhard Berger     | Ferrari            | 1 min 23 s 960 | + 0 s 353 |
| 3    | Damon Hill         | Williams-Renault   | 1 min 24 s 119 | + 0 s 512 |
| 4    | Mika Häkkinen      | McLaren-Mercedes   | 1 min 24 s 483 | + 0 s 879 |
| 5    | Jean Alesi         | Ferrari            | 1 min 24 s 711 | + 1 s 164 |
| 6    | Olivier Panis      | Ligier-Mugen-Honda | 1 min 24 s 881 | + 1 s 274 |

La seconde séance d'essais libres du week-end de Grand Prix, d'une durée de 1 h 45 min, se déroule le samedi 25 mars de 9 h 30 à 11 h 15. La session débute sous la pluie mais, lors de la seconde partie de la session, la pluie cesse et la piste s'assèche,.
Les premiers temps chronométrés s'établissent autour de 1 min 53 s, soit à plus de trente secondes du meilleur temps de la veille. Tandis que Damon Hill adopte une bonne cadence et pointe en haut du classement, Michael Schumacher commet une erreur à la sortie du virage cinq, quitte la piste et, après un très long hors-piste, arrache son aileron avant,,.
Les pilotes Jordan Grand Prix ont des soucis avec leur boîte de vitesses tandis que Tyrrell Racing semble assez performant et que les pilotes McLaren Racing se mettent en valeur. Damon Hill, satisfait de son temps et du comportement de sa monoplace, rentre au stand avant la fin de la session alors que Schumacher reprend la piste une fois sa monoplace réparée. Le pilote allemand établit alors le meilleur temps de la séance en 1 min 23 s 607 après avoir effectué une modification de la hauteur de caisse qui influe positivement sur les performances,. Il devance Gerhard Berger, Damon Hill, Mika Häkkinen, Jean Alesi et le pilote français Ligier Olivier Panis,.

### Séance de qualifications
| Pos. | Pilote             | Voiture          | Chrono         | Écart     |
| ---- | ------------------ | ---------------- | -------------- | --------- |
| 1    | Michael Schumacher | Benetton-Renault | 1 min 20 s 382 |           |
| 2    | David Coulthard    | Williams-Renault | 1 min 20 s 422 | + 0 s 040 |
| 3    | Damon Hill         | Williams-Renault | 1 min 20 s 429 | + 0 s 047 |
| 4    | Johnny Herbert     | Benetton-Renault | 1 min 20 s 888 | + 0 s 506 |
| 5    | Gerhard Berger     | Ferrari          | 1 min 20 s 906 | + 0 s 524 |
| 6    | Jean Alesi         | Ferrari          | 1 min 21 s 041 | + 0 s 659 |

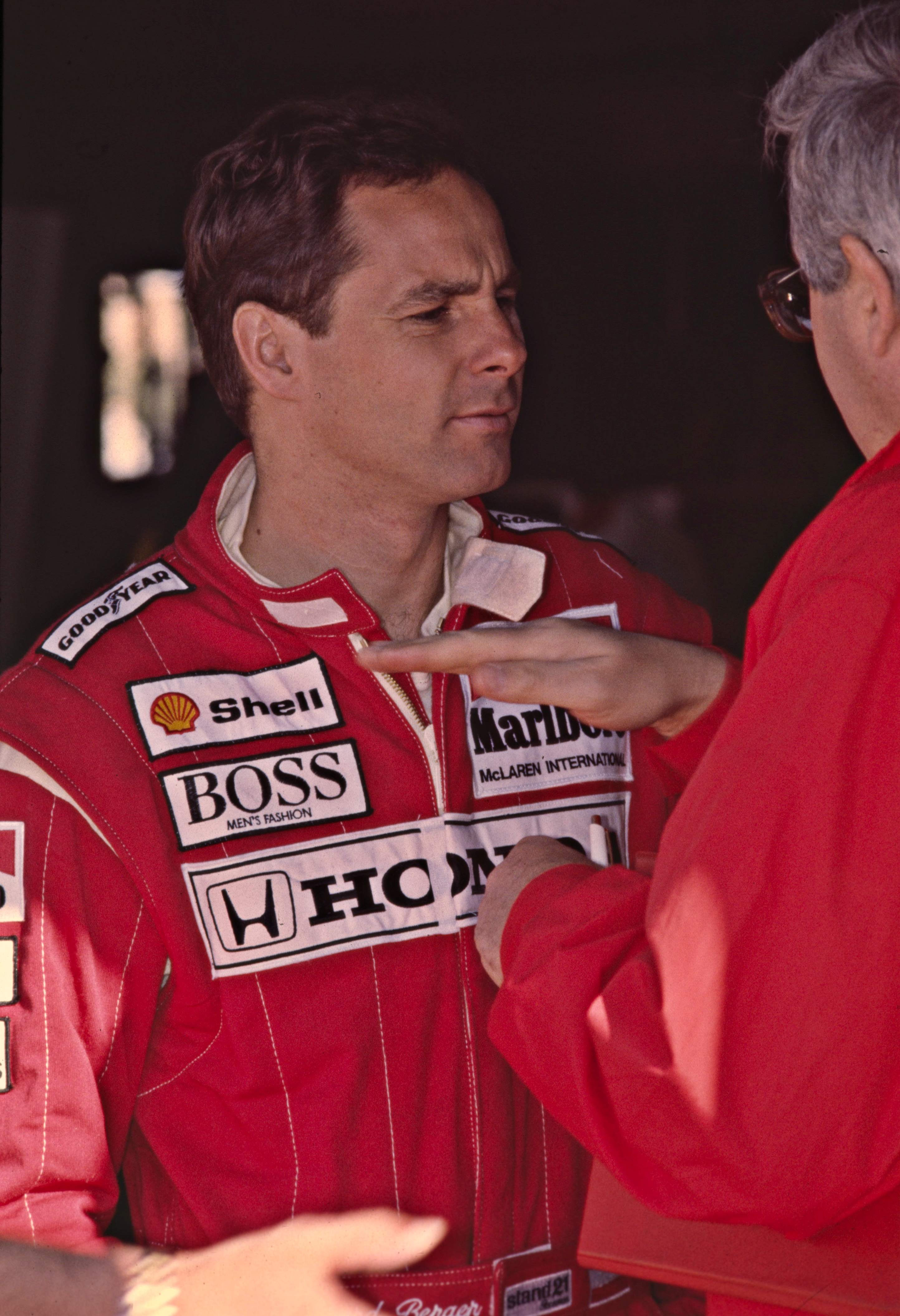
Gerhard Berger (ici au Grand Prix des États-Unis 1991) domine son coéquipier Jean Alesi lors de la séance de qualifications.

La seconde séance de qualifications du week-end de Grand Prix se déroule le samedi 25 mars de 13 h à 14 h 20. L'écurie Benetton Formula a opéré un très bon rétablissement après une journée du vendredi très loin des Williams. Michael Schumacher réalise le meilleur temps de la session en 1 min 20 s 382, à trois dixièmes du temps de Damon Hill lors de la première séance de qualifications de la veille,,. Pour cette session, le pilote Williams F1 Team effectue un changement de configuration qui ne s'est pas révélé bénéfique mais conserve sa pole position, sa première depuis le Grand Prix de Grande-Bretagne 1994.
Les Williams et les Benetton s'emparent des deux premières lignes, David Coulthard se classant troisième et Johnny Herbert obtenant la quatrième place, égalant ainsi sa meilleure performance en qualification obtenue au Grand Prix d'Italie 1994 quand il pilotait pour l'écurie Team Lotus. Cependant, le bas du châssis de la Benetton B195 d'Herbert a été perforé durant la séance et les mécaniciens doivent passer toute la nuit à réparer afin que le pilote britannique puisse participer à la course du lendemain.
Les McLaren Racing de Mika Häkkinen et de Mark Blundell se classent respectivement septième et neuvième, le pilote Jordan Grand Prix Eddie Irvine s'emparant du huitième temps ligne malgré un tête-à-queue,. Son coéquipier Rubens Barrichello, victime de sa première casse moteur de la saison lors des essais chronométrés du vendredi et d'un problème de boîte de vitesses lors des essais du samedi, avant de faire un tête-à-queue lors de la seconde séance de qualifications, décroche une modeste seizième place sur la grille pour son Grand Prix national.
Les pilotes Tyrrell Racing Ukyo Katayama et Mika Salo se classent onzième et douzième juste derrière le pilote Ligier Olivier Panis. Les pilotes de la Scuderia Minardi Pierluigi Martini et Luca Badoer sont dix-septième et dix-huitième, séparés des Tyrrell par le pilote Arrows Gianni Morbidelli, la Sauber de Heinz-Harald Frentzen, la Ligier du Japonais Aguri Suzuki et la Jordan de Rubens Barrichello. L'Autrichien Karl Wendlinger se qualifie en dix-neuvième position, les Sauber étant difficile à piloter sur la surface cahoteuse de la piste. Le second pilote Arrows Taki Inoue se classe vingt et unième, entouré par les Pacific Grand Prix de Bertrand Gachot et d'Andrea Montermini, qualifiés respectivement vingtième et vingt-deuxième.
En fond de grille, les pilotes Simtek et Forti Corse se partagent les places vingt-trois à vingt-six.
Le pilote Simtek Domenico Schiattarella se classe en dernière position. L'Italien est à l'origine d'un des deux drapeaux rouges lors des qualifications à la suite de la destruction de sa Simtek S951 à la sortie du virage trois au début de la deuxième séance de qualifications,. Il s'est qualifié avec la monoplace de son coéquipier Jos Verstappen. Seuls Hill, Karl Wendlinger et Luca Badoer n'ont pas amélioré leur temps lors de cette séance qualificative,,.
Pat Symonds, l'ingénieur de course de Michael Schumacher, décrit ce week-end comme « l'un des plus durs » et qu'il s'en « souviendra pendant de nombreuses années ».
Damon Hill commente le fait qu'il y a trois pilotes britanniques dans les quatre premiers en plaisantant : « Les Anglais ont encerclé Schumacher. ». Derrière les quatre premiers, les deux pilotes de la Scuderia Ferrari se placent sur la troisième ligne, Gerhard Berger devant Jean Alesi. Les deux pilotes de l'écurie italienne sont optimistes sur leurs perspectives en course, bien que le pilote autrichien ait subi une panne moteur pendant la séance.

## Grille de départ
| Pos. | No | Pilote                 | Écurie             | Temps Q1       | Temps Q2       | Écart     |
| ---- | -- | ---------------------- | ------------------ | -------------- | -------------- | --------- |
| 1    | 5  | Damon Hill             | Williams-Renault   | 1 min 20 s 081 | 1 min 20 s 429 |           |
| 2    | 1  | Michael Schumacher     | Benetton-Renault   | 1 min 22 s 131 | 1 min 20 s 382 | + 0 s 301 |
| 3    | 6  | David Coulthard        | Williams-Renault   | 1 min 21 s 343 | 1 min 20 s 422 | + 0 s 341 |
| 4    | 2  | Johnny Herbert         | Benetton-Renault   | Pas de temps   | 1 min 20 s 888 | + 0 s 807 |
| 5    | 28 | Gerhard Berger         | Ferrari            | 1 min 21 s 015 | 1 min 20 s 906 | + 0 s 825 |
| 6    | 27 | Jean Alesi             | Ferrari            | 1 min 21 s 655 | 1 min 21 s 041 | + 0 s 960 |
| 7    | 8  | Mika Häkkinen          | McLaren-Mercedes   | 1 min 22 s 017 | 1 min 21 s 399 | + 1 s 318 |
| 8    | 15 | Eddie Irvine           | Jordan-Peugeot     | 1 min 22 s 370 | 1 min 21 s 749 | + 1 s 668 |
| 9    | 7  | Mark Blundell          | McLaren-Mercedes   | 1 min 22 s 821 | 1 min 21 s 779 | + 1 s 698 |
| 10   | 26 | Olivier Panis          | Ligier-Mugen-Honda | 1 min 22 s 208 | 1 min 21 s 914 | + 1 s 833 |
| 11   | 3  | Ukyo Katayama          | Tyrrell-Yamaha     | 1 min 24 s 165 | 1 min 22 s 325 | + 2 s 244 |
| 12   | 4  | Mika Salo              | Tyrrell-Yamaha     | 1 min 23 s 470 | 1 min 22 s 416 | + 2 s 335 |
| 13   | 9  | Gianni Morbidelli      | Arrows-Hart        | 1 min 23 s 403 | 1 min 22 s 468 | + 2 s 387 |
| 14   | 30 | Heinz-Harald Frentzen  | Sauber-Ford        | 1 min 24 s 065 | 1 min 22 s 872 | + 2 s 791 |
| 15   | 25 | Aguri Suzuki           | Ligier-Mugen-Honda | 1 min 23 s 251 | 1 min 22 s 971 | + 2 s 890 |
| 16   | 14 | Rubens Barrichello     | Jordan-Peugeot     | 1 min 23 s 350 | 1 min 22 s 975 | + 2 s 894 |
| 17   | 23 | Pierluigi Martini      | Minardi-Ford       | 1 min 56 s 532 | 1 min 24 s 383 | + 4 s 302 |
| 18   | 24 | Luca Badoer            | Minardi-Ford       | 1 min 24 s 443 | 1 min 25 s 205 | + 4 s 362 |
| 19   | 29 | Karl Wendlinger        | Sauber-Ford        | 1 min 24 s 723 | 1 min 25 s 161 | + 4 s 642 |
| 20   | 16 | Bertrand Gachot        | Pacific-Ford       | 1 min 25 s 819 | 1 min 25 s 127 | + 5 s 046 |
| 21   | 10 | Taki Inoue             | Arrows-Hart        | 1 min 27 s 036 | 1 min 25 s 225 | + 5 s 144 |
| 22   | 17 | Andrea Montermini      | Pacific-Ford       | 1 min 27 s 440 | 1 min 25 s 886 | + 5 s 805 |
| 23   | 22 | Roberto Moreno         | Forti-Ford         | 1 min 27 s 204 | 1 min 26 s 269 | + 6 s 188 |
| 24   | 12 | Jos Verstappen         | Simtek-Ford        | 2 min 01 s 610 | 1 min 27 s 323 | + 7 s 242 |
| 25   | 21 | Pedro Diniz            | Forti-Ford         | Pas de temps   | 1 min 27 s 792 | + 7 s 711 |
| 26   | 11 | Domenico Schiattarella | Simtek-Ford        | Pas de temps   | 1 min 28 s 106 | + 8 s 025 |

## Warm up
| Pos. | Pilote             | Voiture            | Temps          | Écart     |
| ---- | ------------------ | ------------------ | -------------- | --------- |
| 1    | David Coulthard    | Williams-Renault   | 1 min 21 s 581 |           |
| 2    | Damon Hill         | Williams-Renault   | 1 min 21 s 599 | + 0 s 018 |
| 3    | Michael Schumacher | Benetton-Renault   | 1 min 22 s 124 | + 0 s 543 |
| 4    | Olivier Panis      | Ligier-Mugen-Honda | 1 min 22 s 256 | + 0 s 675 |
| 5    | Jean Alesi         | Ferrari            | 1 min 22 s 263 | + 0 s 682 |
| 6    | Mika Häkkinen      | McLaren-Mercedes   | 1 min 22 s 314 | + 0 s 733 |

La session d'échauffement, d'une durée de trente minutes, se déroule le dimanche matin de 8 h 30 à 9 h 00. Malgré le soleil, la piste reste très humide à cause des pluies nocturnes. Vingt-quatre voitures se présentent en piste car l'écurie Simtek ne prend pas part à la séance d'échauffement, les deux pilotes de l'écurie britannique attendant des nouveaux composants de suspension arrivant du Royaume-Uni pour être montés sur les Simtek S951 endommagées la veille,.
À dix minutes de la fin de la session, l'asphalte est enfin sec et les derniers pilotes en piste effectuent les meilleurs temps. Les deux pilotes Williams F1 Team maintiennent leurs bonnes performances réalisées en qualifications, David Coulthard réalisant le meilleur temps devant Damon Hill, Michael Schumacher, Olivier Panis, Jean Alesi et Mika Häkkinen,,.
Johnny Herbert et Ukyo Katayama souffrent de problèmes de boîte de vitesses et choisissent de commencer la course en utilisant la voiture de secours de leurs écuries respectives. Mark Blundell connaît des soucis de direction tandis que les pilotes Ferrari peaufinent leur stratégie de course.
Avant la course, un communiqué de presse de la Fédération internationale de l'automobile est donné à tous les médias au personnel d'écuries pour annoncer que l'analyse par chromatographie des échantillons de carburant de Elf Aquitaine prises dans la Benetton Formula de Michael Schumacher et la Williams de David Coulthard lors des qualifications ne correspondent pas aux échantillons fournis par la compagnie pétrolière avant le début de saison à titre de référence, rendant ainsi les deux voitures illégales,,.
Le communiqué précise que le carburant n'est pas illégal, qu'il est conforme à la réglementation et qu'il n'apporte pas aux moteurs Renault une meilleure puissance. Toutefois, comme il n'est pas identique à l'échantillon présenté le 17 février à la FIA qui l'a agréé le 8 mars, les monoplaces de Coulthard et Schumacher contreviennent de fait à l'article 16.7 de la réglementation technique de la Formule 1.
Ni Michael Schumacher ni David Coulthard ne sont informés de la situation car leurs équipes ne veulent pas les déstabiliser avant le départ de la course. D'autre part, Damon Hill et Johnny Herbert ne sont pas affectés par le jugement, malgré l'utilisation vraisemblable du même type de carburant car leurs monoplaces n'ont pas fait l'objet d'un test de carburant par la FIA.

## Course

### Déroulement de l'épreuve

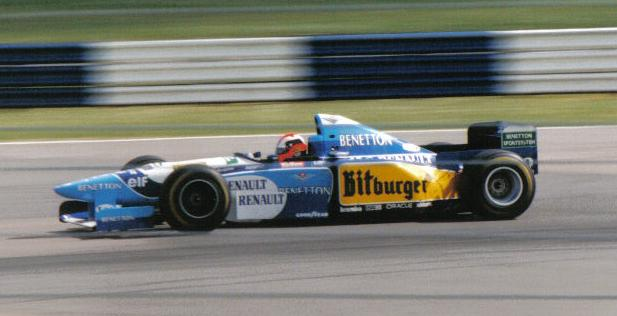
Johnny Herbert, sur Benetton B195 (ici au GP de Grande-Bretagne) passe de la quatrième à la dixième place dans les cinq premiers tour du Grand Prix.

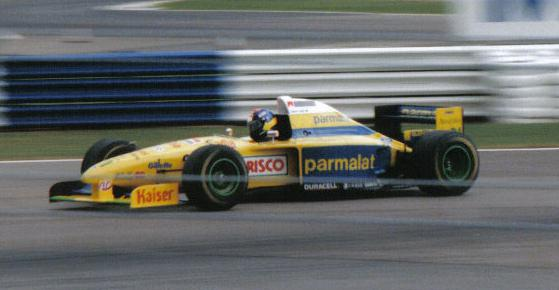
Pour son premier Grand Prix, Pedro Diniz, sur Forti FG01-95, (ici au Grand Prix de Grande-Bretagne 1995) se classe dixième de l'épreuve.

Vingt-cinq des vingt-six voitures engagées prennent le départ, Pierluigi Martini abandonnant dès le deuxième virage du tour de mise en grille, sa Minardi M195 étant victime d'un problème de boîte de vitesses,,.
Damon Hill, parti de la pole position, prend un mauvais départ ce qui permet à Michael Schumacher de le dépasser dès le premier virage,. Le pilote Ligier Olivier Panis, élancé depuis la dixième place, part en tête-à-queue dès le premier virage à la suite d'un coup de roue de Ukyo Katayama. Il tape dans le mur et abandonne. Le pilote Benetton Formula Johnny Herbert, qui utilise un châssis de rechange, est dépassé par les deux pilotes Ferrari et par Mika Häkkinen, passant ainsi de la quatrième à la septième place,,. Mark Blundell effectue également un mauvais départ, passant de la neuvième à la quatorzième place : sa boîte de vitesses est passée de la première à la troisième vitesse lors du départ. À la fin du premier tour, les dix premiers sont Michael Schumacher, suivi de Damon Hill, David Coulthard, Mika Häkkinen, Gerhard Berger, Jean Alesi, Johnny Herbert, Eddie Irvine, Ukyo Katayama et Mika Salo.
Les deux pilotes Tyrrell Racing, neuvième et dixième, permutent leurs positions au deuxième tour. Au début du troisième tour, Hill tente de dépasser Schumacher dans le virage trois mais le pilote allemand le bloque. Son coéquipier David Coulthard le rattrape et tente en vain de le dépasser de l'intérieur au virage six. Schumacher et Hill commencent progressivement à s'éloigner de Coulthard qui ne peut suivre le rythme des leaders bien qu'il soit lui-même plus rapide que ses poursuivants.
Au cinquième tour, Johnny Herbert chute à la dixième place, mécontent du comportement de son mulet, au bénéfice d'Eddie Irvine, Mika Salo et Ukyo Katayama,. Au dixième tour, Michael Schumacher dépasse pour la première fois le dernier de la course Pedro Diniz. Dans le même tour, Heinz-Harald Frentzen, douzième, abandonne à la suite d'une panne électrique. Domenico Schiattarella abandonne deux tours plus tard sur problème de direction. Eddie Irvine effectue un arrêt au stand plus tôt que prévu, au quinzième tour. Cet arrêt se révèle être en réalité un abandon à cause d'une défaillance du changement de vitesses. Dans le même tour, Ukyo Katayama fait un tête-à-queue au quatrième virage, cale de son moteur et abandonne. Ces deux retraits permettent à Johnny Herbert de s'emparer de la huitième place.
Jean Alesi est le premier des pilotes de tête à effectuer un arrêt aux stands, au dix-septième tour, il rejoint la piste en onzième position. Le coéquipier d'Eddie Irvine, Rubens Barrichello rentre aux stands un tour plus tard pour mettre fin à sa course, sa Jordan 195 étant victime d'un problème de boîte de vitesses. Lors du même tour, Jos Verstappen abandonne à la suite d'un problème d'embrayage.
Les écuries Benetton Formula et Williams F1 Team mettent en œuvre différentes stratégies d'arrêts aux stands. Benetton prévoit une stratégie à trois arrêts tandis que Williams n'en prévoit que deux,. Michael Schumacher effectue son premier arrêt au dix-huitième tour et est ralenti par la Jordan Grand Prix de Rubens Barrichello, qui entre dans son garage,. Le pilote allemand rejoint la piste derrière Gerhard Berger qu'il dépasse au tour suivant. Damon Hill, loin derrière Schumacher avant qu'il ne s'arrête ravitailler, fait son premier arrêt aux stands au vingt et unième tour et rejoint la piste devant le pilote Benetton. David Coulthard mène le Grand Prix pendant un tour avant de s'arrêter et de reprendre la piste derrière les deux leaders ainsi que Gerhard Berger et Mika Häkkinen qui ne se sont pas encore arrêtés,. Ces deux pilotes sont les derniers à observer leur premier ravitaillement. Les mécaniciens de McLaren Racing éprouvent des difficultés à retirer le tuyau de carburant de la voiture d'Häkkinen qui s'arrête au vingt-troisième tour. Le Finlandais quitte la ligne des stands avec dix secondes de retard.

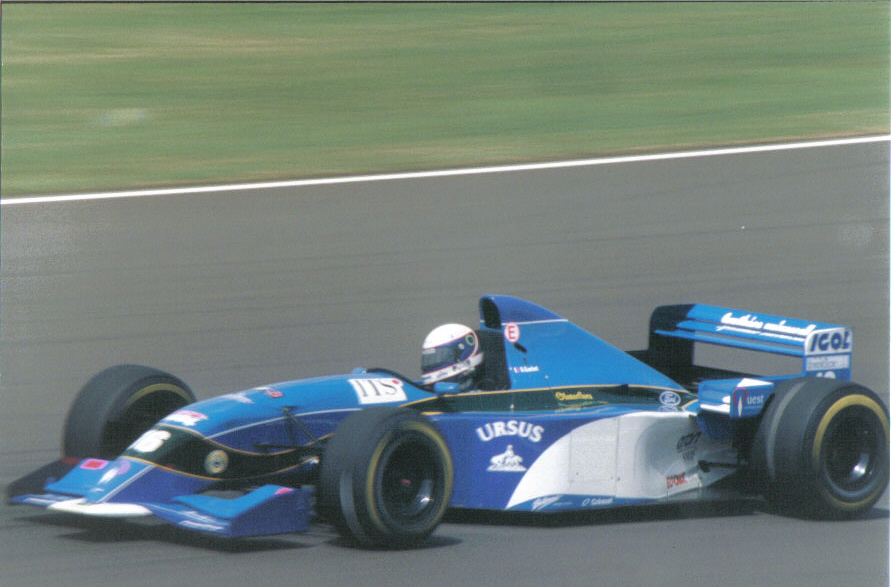
Bertrand Gachot sur Pacific PR02 (ici au Grand Prix de Grande-Bretagne 1995) abandonne au vingt-troisième tour à la suite d'un problème de boîte de vitesses.

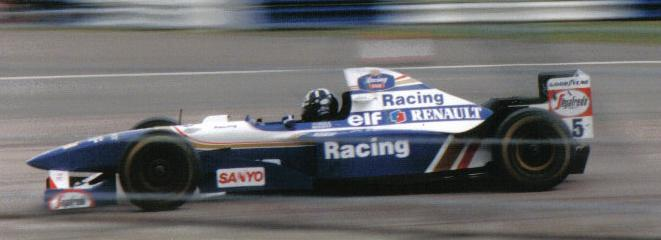
Damon Hill sur Williams FW17 (ici au Grand Prix de Grande-Bretagne 1995) abandonne au trentième tour à la suite d'un problème de boîte de vitesses.

Plusieurs autres équipes ont des difficultés à insérer et à retirer les buses de ravitaillement des monoplaces, ce qui entraîne occasionnellement des petites vaporisations de carburant, rappelant ainsi le problème vécu par McLaren avec le nouveau matériel avant le Grand Prix. Au vingt-quatrième tour, Gerhard Berger est le seul pilote à ne pas s'être arrêté et pointe à la troisième place, derrière Damon Hill et Michael Schumacher et devant David Coulthard, Jean Alesi et Mika Salo. Le pilote Tyrrell Racing a effectué un arrêt aux stands parfait qui lui a permis de gagner du temps sur ses concurrents et de rentrer dans les points. Peu avant, au vingt-troisième tour, Bertrand Gachot abandonne alors qu'il était quinzième, la boîte de vitesses de sa Pacific PR02 étant bloquée sur le cinquième rapport.
Après son premier ravitaillement, Jean Alesi est dépassé par Mika Salo au vingt-cinquième tour puis par Mika Häkkinen trois tours plus tard, le pilote français étant gêné par le pilote retardataire Pacific Grand Prix, Andrea Montermini,. Gerhard Berger effectue son premier arrêt aux stands au vingt-septième tour mais ses mécaniciens manquent de le laisser partir avec un écrou mal fixé sur sa roue avant droite à la suite d'un souci de communication. Le chef mécanicien préposé à la « sucette » remarque à temps que Berger va repartir et rabaisse rapidement sa sucette pour intimer au pilote autrichien de rester aux stands jusqu'à ce que l'écrou soit suffisamment serré. Ce malentendu coûte treize secondes au pilote Ferrari, qui reprend la course en septième position.
Une fois devant Michael Schumacher, Damon Hill étend progressivement son avance à 3,4 secondes au trentième tour, bien qu'il transporte une charge de carburant plus lourde pour économiser un arrêt aux stands. Cependant, il perd l'usage de sa deuxième vitesse dans le même tour et abandonne sur sortie de piste au deuxième virage du trente et unième tour, sa boîte de vitesses étant hors d'usage,,. Au même moment, Johnny Herbert abandonne après une collision avec le pilote Ligier Aguri Suzuki, qui devait effectuer un arrêt aux stands imprévu pour changer le nez de sa monoplace,.
Michael Schumacher prend dès lors la tête de la course avec 11 secondes d'avance sur son plus proche rival, David Coulthard et 39 secondes d'avance sur le pilote Tyrrell Racing Mika Salo. Mika Häkkinen, Jean Alesi et Gerhard Berger complètent le top six,. Michael Schumacher effectue son deuxième arrêt aux stands au trente-sixième tour et reprend la piste en deuxième position, derrière Coulthard. Mika Salo et Mika Häkkinen se battent pour la troisième place jusqu'au trente-huitième tour où le pilote Tyrrell, victime de crampes, doit conduire d'une main et sort de la piste au dernier virage. Le Finlandais s'arrête au quarantième tour changer ses pneumatiques et revient à la huitième place,.

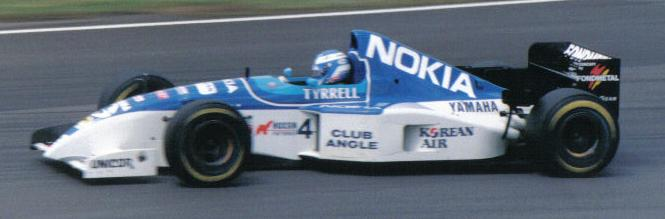
Mika Salo sur Tyrrell 023 (ici au Grand Prix de Grande-Bretagne 1995), se classe septième de l'épreuve alors qu'il était troisième à mi-course.

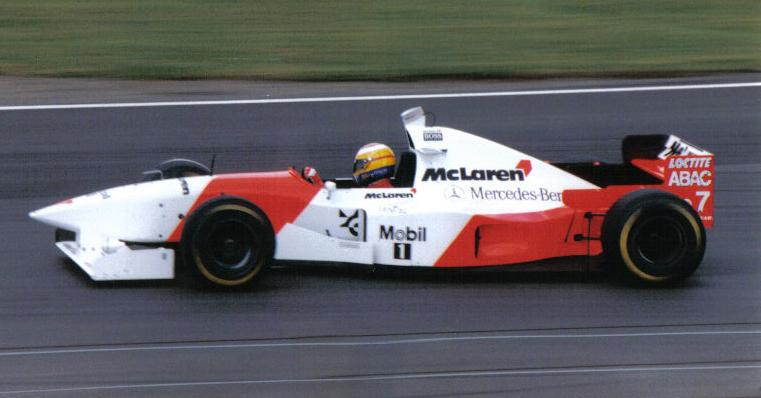
Mark Blundell, sur McLaren MP4/10 (ici au Grand Prix de Grande-Bretagne 1995) se classe sixième de l'épreuve.

Mika Häkkinen, troisième, effectue son deuxième arrêt aux stands au quarante-troisième tour et ressort derrière les deux Ferrari de Gerhard Berger et Jean Alesi. Le pilote français s'arrête au tour suivant et revient en piste en septième position. David Coulthard rejoint les stands au quarante-septième tour et reprend la piste derrière Michael Schumacher, l'écart entre lui et le pilote allemand n'étant pas assez grand pour conserver la tête de la course. Au cinquante et unième tour, Michael Schumacher signe le meilleur tour en course en 1 min 20 s 921 et accroît son avance sur Coulthard de sorte qu'à son retour en piste après son arrêt ravitaillement, au cinquante-deuxième tour, il conserve la tête. Après ce dernier arrêt, l'Allemand continue de creuser l'écart sur Coulthard, désormais à onze secondes et remporte la course après soixante-et-onze tours effectués en 1 h 48 min 49 s 972, devant la Williams de David Coulthard. Gerhard Berger, qui a effectué son arrêt aux stands au quarante-neuvième, conserve sa troisième place à son retour en piste. Mika Häkkinen perd une partie de son aileron arrière après un choc avec un oiseau mais termine malgré tout quatrième. Jean Alesi se classe cinquième avec un tour de retard sur Schumacher.
Dans les derniers tours, Mika Salo est dépassé par Mark Blundell et par le pilote Arrows Gianni Morbidelli. Morbidelli ne tire pas profit de ce dépassement car il abandonne au soixante-deuxième tour en raison d'un problème de pression de carburant. Mark Blundell, qui a auparavant changé de volant et piloté une McLaren privée de troisième vitesse, s'empare du point de la sixième place, devançant Mika Salo, Aguri Suzuki, Andrea Montermini, qui permet à Pacific Grand Prix de franchir pour la première fois la ligne d'arrivée, et Pedro Diniz,.
La course connaît un fort taux d'abandon, dix des vingt-six pilotes engagés ralliant la ligne d'arrivée. Parmi les pilotes qui ont abandonné, le pilote Sauber Karl Wendlinger est victime d'une rupture de câble de batterie au quarante et unième tour, Roberto Moreno et Luca Badoer abandonnent au quarante-septième tour respectivement sur sortie de piste et à cause d'un problème de boîte de vitesses et le pilote Arrows Taki Inoue abandonne au quarante-huitième tour à la suite d'une fuite d'essence,. Le Japonais n'a pas reçu le drapeau noir bien qu'il ait reçu une aide extérieure pour revenir en piste après une excursion dans les bas-côtés.

### Classement de la course
| Pos. | No | Pilote                 | Écurie             | Tours | Temps/Abandon                      | Grille | Points |
| ---- | -- | ---------------------- | ------------------ | ----- | ---------------------------------- | ------ | ------ |
| 1    | 1  | Michael Schumacher     | Benetton-Renault   | 71    | 1 h 38 min 34 s 154 (186,919 km/h) | 2      | 10     |
| 2    | 6  | David Coulthard        | Williams-Renault   | 71    | + 11 s 060                         | 3      | 6      |
| 3    | 28 | Gerhard Berger         | Ferrari            | 70    | + 1 tour                           | 5      | 4      |
| 4    | 8  | Mika Häkkinen          | McLaren-Mercedes   | 70    | + 1 tour                           | 7      | 3      |
| 5    | 27 | Jean Alesi             | Ferrari            | 70    | + 1 tour                           | 6      | 2      |
| 6    | 7  | Mark Blundell          | McLaren-Mercedes   | 70    | + 1 tour                           | 9      | 1      |
| 7    | 4  | Mika Salo              | Tyrrell-Yamaha     | 69    | + 2 tours                          | 12     |        |
| 8    | 25 | Aguri Suzuki           | Ligier-Mugen-Honda | 69    | + 2 tours                          | 15     |        |
| 9    | 17 | Andrea Montermini      | Pacific-Ford       | 65    | + 6 tours                          | 22     |        |
| 10   | 21 | Pedro Diniz            | Forti-Ford         | 64    | + 7 tours                          | 25     |        |
| Abd. | 9  | Gianni Morbidelli      | Arrows-Hart        | 62    | Pression d'essence                 | 13     |        |
| Abd. | 10 | Taki Inoue             | Arrows-Hart        | 48    | Fuite d'essence                    | 21     |        |
| Abd. | 24 | Luca Badoer            | Minardi-Ford       | 47    | Boîte de vitesses                  | 18     |        |
| Abd. | 22 | Roberto Moreno         | Forti-Ford         | 47    | Sortie de piste                    | 23     |        |
| Abd. | 29 | Karl Wendlinger        | Sauber-Ford        | 41    | Panne électrique                   | 19     |        |
| Abd. | 5  | Damon Hill             | Williams-Renault   | 30    | Suspension                         | 1      |        |
| Abd. | 2  | Johnny Herbert         | Benetton-Renault   | 30    | Accident                           | 4      |        |
| Abd. | 16 | Bertrand Gachot        | Pacific-Ford       | 23    | Boîte de vitesses                  | 20     |        |
| Abd. | 14 | Rubens Barrichello     | Jordan-Peugeot     | 16    | Boîte de vitesses                  | 16     |        |
| Abd. | 12 | Jos Verstappen         | Simtek-Ford        | 16    | Embrayage                          | 24     |        |
| Abd. | 3  | Ukyo Katayama          | Tyrrell-Yamaha     | 15    | Sortie de piste                    | 11     |        |
| Abd. | 15 | Eddie Irvine           | Jordan-Peugeot     | 15    | Boîte de vitesses                  | 8      |        |
| Abd. | 11 | Domenico Schiattarella | Simtek-Ford        | 12    | Tenue de route                     | 26     |        |
| Abd. | 30 | Heinz-Harald Frentzen  | Sauber-Ford        | 10    | Panne électrique                   | 14     |        |
| Abd. | 26 | Olivier Panis          | Ligier-Mugen-Honda | 0     | Accident                           | 10     |        |
| Np.  | 23 | Pierluigi Martini      | Minardi-Ford       |       | Boîte de vitesses                  | 17     |        |

### Pole position et record du tour
Damon Hill signe au Brésil la cinquième pole position de sa carrière, la cinquième pour le compte de l'écurie Williams. Cette pole position est la soixante-quatorzième de l'écurie Williams F1 Team et la quatre-vingt-quinzième pour Renault en tant que motoriste.
Michael Schumacher signe le seizième meilleur tour en course de sa carrière, le seizième pour le compte de Benetton. C'est le vingt-troisième meilleur tour en course signé par Benetton et le soixante-septième du motoriste Renault.
- Pole position :  Damon Hill (Williams-Renault) en 1 min 20 s 081 (vitesse moyenne : 194,428 km/h)[115],[116].
- Meilleur tour en course :  Michael Schumacher (Benetton-Renault) en 1 min 20 s 921 au 51e tour (vitesse moyenne : 192,410 km/h)[117],[116].

### Tours en tête
Michael Schumacher, parti en troisième position, prend la tête de la course dès le premier virage et la conserve jusqu'à son arrêt aux stands au dix-septième tour. Damon Hill prend la première place jusqu'à son arrêt au vingt et unième tour où David Coulthard mène la course pendant un tour avant de la rendre à Hill. Schumacher repasse en tête au trentième tour après l'abandon de Hill. Coulthard récupère la première place après l'arrêt aux stands de Schumacher au trente-sixième tour jusqu'à son arrêt, dix tours plus tard, où l'Allemand reprend la tête de la course jusqu'à la ligne d'arrivée,.
- Michael Schumacher : 47 tours (1-17 / 31-35 / 47-71)
- Damon Hill : 12 tours (18-21 / 23-30)
- David Coulthard : 12 tours (22 / 36-46)

## Après-course

### La course

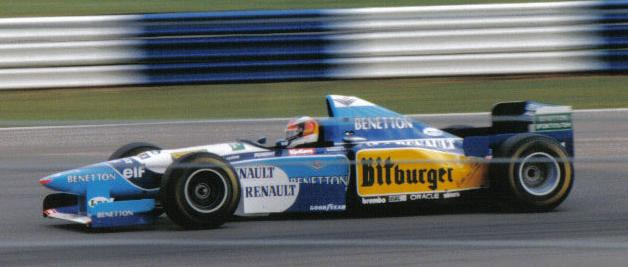
Michael Schumacher, sur Benetton B195 (ici au Grand Prix de Grande-Bretagne 1995), remporte la première course de la saison.

Michael Schumacher signe lors de ce Grand Prix sa onzième victoire pour le compte de Benetton Formula. Il s'agit de la seizième victoire de Benetton en tant que constructeur et la cinquante-neuvième victoire de Renault en tant que motoriste.
Quelques instants après son abandon, Damon Hill, interviewé par la chaîne britannique BBC, déclare que son accident est dû à un problème de boîte de vitesses. Hill dit également qu'il est « très, très déçu » de son résultat et affirme que son équipe « aurait pu battre Schumacher aujourd'hui »,. Après la course, Williams F1 Team examine la voiture et trouve que le problème est dû à une casse du poussoir de la suspension arrière gauche.
Pendant la cérémonie du podium, Michael Schumacher, David Coulthard et Gerhard Berger ne sablent pas le champagne, en hommage à Ayrton Senna. Schumacher, se disant chanceux d'avoir gagné la course, déclare : « Il est difficile de croire ce qui s'est passé ce week-end et en aucune façon je n'aurais imaginé cette course. J'étais déjà placé en deuxième ou troisième position, j'aurais été très heureux avec cela mais gagner cette course est tout simplement génial. ». Il ajoute : « Damon était un peu plus rapide que moi, il a fini par sortir de la piste et c'est la course mais je ne pense pas que j'aurais pu le rattraper. ». Le pilote allemand dit aussi que ses débuts avec la nouvelle monoplace de Benetton Formula sont satisfaisants car l'équipe a fait peu d'essais avant le début de la saison. Il ajoute enfin que la gêne occasionnée par la Jordan de Rubens Barrichello dans les stands lors de son premier arrêt a été un moment crucial de la course.
David Coulthard avoue avoir été perturbé par son amygdalite : « Je n'étais pas capable d'égaler le rythme de Michael et Damon donc je me suis ajusté pour courir ma propre course. ». Gerhard Berger est quant à lui frustré d'avoir fini avec un tour de retard sur Schumacher et déclare : « Il est plus rapide partout, dans les lignes droites, dans les entrées et sorties des virages. Que pouvez-vous faire dans ces conditions ? Ok, la voiture a une bonne tenue de route. Nous devons travailler très dur maintenant mais au moins j'ai fini, c'est déjà quelque chose. ».

### Le déclassement de Michael Schumacher et David Coulthard
Après le Grand Prix, Michael Schumacher et David Coulthard sont exclus du classement de la course en raison de l'utilisation d'un carburant illégal et Gerhard Berger est déclaré vainqueur de la course sur tapis vert,. En effet, des échantillons prélevés après la course sur les monoplaces de Schumacher et Coulthard ne sont pas identiques aux échantillons de référence déposés à la FIA,. Des échantillons de carburant provenant d'Agip, fournisseur de la Scuderia Ferrari et de Mobil, fournisseur de McLaren Racing ont également été contrôlés et jugés conformes à la réglementation,,.
Patrick Head, directeur technique de Williams, se déclare surpris par ce déclassement si prompt et déclare qu'« il n'est pas question de disqualification tant que les échantillons de carburant n'ont pas été envoyés en Europe pour une analyse ultérieure. ». Les deux écuries incriminées écopent d'une amende de 3 000 dollars mais déposent immédiatement un recours en appel pour éviter une disqualification définitive de la course,.

### Le classement définitif de la course
À l'issue de l'audience en appel du 13 avril, au siège de la FIA, Place de la Concorde, Williams et Benetton voient leurs pilotes réintégrés au classement de la course mais ne récupèrent pas leurs points au classement du championnat des constructeurs,. Les deux écuries écopent d'une nouvelle amende de 200 000 dollars au cours de l'audience, où il est définitivement établi que l'utilisation de ce carburant illégal n'a pas procuré d'avantage et que les écuries n'avaient pas l'intention d'enfreindre le règlement. Les équipes sont condamnées seulement parce que les échantillons prélevés ne correspondent pas à ceux envoyés à la FIA avant la course et servant de référence.
Le champion du monde Niki Lauda, conseiller de la Scuderia Ferrari, n'apprécie pas la décision de la FIA prise en appel et déclare : « Je ne peux pas séparer complètement un pilote et sa voiture. S'il s'agit d'une nouvelle règle, vous pouvez construire une voiture illégale et laisser l'équipe remporter la victoire. Le tout est alors entièrement commercial et n'a plus rien à voir avec le sport. C'est comme marquer un demi-but au football, ce n'est pas possible. Soit vous marquez un but ou pas. Cette décision est pour moi la plus grande défaite de la FIA qui ne peut pas gouverner ce sport plus longtemps. ».
Gerhard Berger, un temps déclaré vainqueur du Grand Prix commente lui aussi cette décision : « Je ne comprends plus rien. La Formule 1 est devenu une plaisanterie. ». Avant le Grand Prix de Saint-Marin, Michael Schumacher répond : « Berger devrait se concentrer sur les courses au lieu de penser comment me critiquer. Je n'ai jamais compris comment quelqu'un peut célébrer une victoire alors qu'il a terminé avec un tour de retard une fois que quelqu'un d'autre a été disqualifié. » Gerhard Berger répond alors aux commentaires du pilote allemand : « Je n'ai jamais critiqué Schumacher. J'ai seulement critiqué la décision de le réintégrer. Je peux vivre avec Schumacher en étant en colère. J'ai été déclaré vainqueur par les commissaires sportifs de la FIA donc j'ai toutes les raisons d'ouvrir le champagne. ».
Max Mosley, le président de la FIA, répond aux commentaires de Michael Schumacher en déclarant que sa vision des choses est mauvaise pour le sport et peu matûre. La société Elf Aquitaine est déçue de la manière dont les événements se sont produits lors du Grand Prix. Le directeur commercial de l'entreprise, Michel Bonnet, déclare : « Nous pensons que la FIA a agi de manière tyrannique en disqualifiant nos deux voitures si rapidement. Elle aurait dû déclarer ces résultats provisoires et attendre les résultats d'analyses plus poussées. Après avoir agi de la sorte, la FIA a entaché l'image des grandes entreprises industrielles, des meilleures équipes de Formule 1 et des pilotes célèbres. Le fait que nous avons été traités de tricheurs par une équipe rouge, certainement rouge d'embarras d'avoir fini un tour derrière nos voitures et par Gerhard Berger est pour nous une insulte grave. » L'entreprise pétrolière française menace de porter l'affaire devant un tribunal si les deux voitures ne sont pas réintégrées au classement. Valérie Jorquera, la représentante d'Elf, souligne la nécessité d'une analyse chromatographique cohérente des échantillons de carburant, attirant l'attention sur le fait que les échantillons prélevés lors du Grand Prix ont été analysés par une société différente de celle qui a analysé les échantillons de référence et que des différences peuvent être dues à des appareils et des méthodes différentes d'analyse. L'incident est jugée comme regrettable pour la discipline-reine du sport automobile qui tente de prendre un nouveau départ après les controverses de l'année précédente
À l'occasion du Grand Prix d'Argentine, Michel Bonnet publie un communiqué de presse dans lequel il égratigne Ferrari et Niki Lauda pour leurs propos revanchards. Il est alors invité dans le motor-home Ferrari où, en présence de Luca di Montezemolo, Jean Alesi et Gerhard Berger, la situation est aplanie. Elf renonce alors à porter l'affaire devant le tribunal et demande à la FIA une nouvelle homologation de son carburant. À l'issue du second Grand Prix de la saison, les monoplaces de Damon Hill et Michael Schumacher sont à nouveau vérifiées et le carburant prélevé est déclaré conforme au nouvel échantillon déposé auprès de la FIA.
À partir du Grand Prix de Saint-Marin, la FIA met en place un laboratoire de carburant mobile qui accompagne les écuries à chaque Grand Prix afin d'effectuer des tests plus détaillés sur place.

## Statistiques
Le Grand Prix du Brésil 1995 représente :
- la 5e pole position de sa carrière pour Damon Hill[115],[116] ;
- la 11e victoire de sa carrière pour Michael Schumacher[120] ;
- la 16e victoire pour Benetton en tant que constructeur[121],[127] ;
- la 59e victoire pour Renault en tant que motoriste[122],[127] ;
- le 1er Grand Prix pour Pedro Diniz et Andrea Montermini[127] ;
- le 1er Grand Prix pour l'écurie Forti Corse[128],[127].

Lors de ce Grand Prix :
- Williams rejoint Lotus au nombre de victoires en Grands Prix (79)[127] ;
- Mika Salo réalise la meilleure qualification de sa carrière (12e)[127] ;
- Luca Badoer réalise la meilleure qualification de sa carrière (18e)[127] ;
- Taki Inoue réalise la meilleure qualification de sa carrière (21e)[127] ;
- Mika Salo occupe la meilleure position en course de sa carrière (3e)[127] ;
- Il s'agit du premier Grand Prix sans Lotus depuis le Grand Prix de Belgique 1989 où aucune monoplace ne s'était qualifiée[127].

## Classements généraux à l'issue de la course
| Pos. | Pilote             | Écurie           | Points |
| ---- | ------------------ | ---------------- | ------ |
| 1    | Michael Schumacher | Benetton-Renault | 10     |
| 2    | David Coulthard    | Williams-Renault | 6      |
| 3    | Gerhard Berger     | Ferrari          | 4      |
| 4    | Mika Häkkinen      | McLaren-Mercedes | 3      |
| 5    | Jean Alesi         | Ferrari          | 2      |
| 6    | Mark Blundell      | McLaren-Mercedes | 1      |

| Pos. | Écurie           | Points |
| ---- | ---------------- | ------ |
| 1    | Ferrari          | 6      |
| 2    | McLaren-Mercedes | 4      |

- Benetton et Williams sont disqualifiés pour utilisation de carburant non conforme à la réglementation de la Formule 1[120]. L'échantillon d'essence prélevé à l'issue de la course ne correspondait pas aux spécifications de l'échantillon témoin fourni à la FIA[130]. Les écuries ont fait appel de cette décision, ce qui a conduit à une annulation de la sanction concernant les pilotes qui ont conservé leurs points mais un maintien de la pénalité pour les écuries. Benetton a ainsi perdu les 10 points de la victoire de Michael Schumacher et Williams les 6 points de la seconde place de David Coulthard[131],[132].